# Paderborn (stad)
Paderborn is een stad en gemeente in de Duitse deelstaat Noordrijn-Westfalen, gelegen in de Kreis Paderborn. De gemeente telt 151.864 inwoners (31 december 2020) op een oppervlakte van 179,51 km².

## Geschiedenis
Het gebied, waar de gemeente Paderborn tegenwoordig ligt, was vanaf de Jonge Steentijd min of meer permanent door kleine aantallen mensen bewoond. Waarschijnlijk heeft de Germaanse stam der Bructeren hier in de eerste eeuwen van de jaartelling een nederzetting gehad.
Paderborn ligt aan de Westfaalse hellweg. Het is een zeer oude stad: al in 777 hield Karel de Grote er zijn eerste Rijksdag op Saksisch grondgebied. De Frankische keizer ontmoette er 22 jaar later paus Leo III in zijn keizerpalts en stichtte het bisdom Paderborn, de voorloper van het huidige aartsbisdom (1930) en tevens van het Prinsbisdom Paderborn dat tot 1802 zou bestaan. Reeds in 799 zou op instigatie van Karel de Grote een Domschool zijn gesticht. Als Gymnasium Theodorianum is dit instituut als school voor voortgezet onderwijs tot op de huidige dag blijven bestaan.
In 836 werden de relieken van St. Liborius van Le Mans naar Paderborn overgebracht: deze heilige is de schutspatroon van de stad en de naamgever van het Liborifest, dat jaarlijks in juli plaatsvindt.
Van 1370 tot aan de Napoleontische tijd is het kasteel Schloß Neuhaus de residentie van de prins-bisschoppen van Paderborn geweest.
In 1058, 1133, 1289, 1340 en 1506 vonden in Paderborn grote stadsbranden plaats. Na die laatste brand werd de stad van een primitief waterleidingssysteem voorzien.
Paderborn werd in 1295 lid van de Hanze en kreeg in 1614 zijn eerste universiteit, die tot 1818 zou bestaan. Door de ligging van de stad in het Prinsbisdom Paderborn was het effect van de Reformatie in de 16e eeuw beperkt tot een periode van 1571-1585. De overgrote meerderheid van de christenen in de stad is tot op de huidige dag rooms-katholiek. In de Dertigjarige Oorlog (1618-1648) had de stad zeer veel ellende en schade (16 belegeringen) te verduren.
In 1802 verdween het prinsbisdom en kwam Paderborn aan Pruisen en na de Franse tijd, waarin het tot het koninkrijk Westfalen behoorde, besloot het Congres van Wenen (1815) dat Paderborn Pruisisch zou blijven. In de 19de eeuw kreeg Paderborn verschillende spoorwegverbindingen, waarvan die met Hamm in 1850 de eerste was. In 1890 werd het militaire oefenterrein met kazernes ten noorden van de stad, de tegenwoordige Truppenübungsplatz Senne, in gebruik genomen.
Tijdens de Tweede Wereldoorlog werd Paderborn zeer zwaar getroffen door geallieerde luchtbombardementen: bij de twee zwaarste bombardementen, op 17 januari en 27 maart 1945, vielen telkens honderden doden, en werd ruim 3/4 van de stad verwoest, waardoor de bewaard gebleven of herstelde historische bouwwerken te midden van naoorlogse nieuwbouw staan.
Belangrijk in de economische geschiedenis van Paderborn was in 1958 de verhuizing vanuit Essen (Noordrijn-Westfalen) naar Paderborn van de zeer innovatieve onderneming Nixdorf AG. Van 1968 tot 1990 was dit een van de belangrijkste leveranciers van computers in Duitsland. In 1990 werd het bedrijf door Siemens AG overgenomen en daarna verdwenen de meeste bedrijfsonderdelen uit Paderborn.
Na de Tweede Wereldoorlog ontwikkelde het voordien kleine boerendorpje Elsen ten westen van de stad zich snel tot een typische woongemeente met voorstadskarakter.
In 1972 kreeg Paderborn opnieuw een universiteit en in 1975 overschreed het inwonertal van de stad de 100.000, ten gevolge van de annexatie van verschillende buurgemeenten, waaronder Schloß Neuhaus. Sindsdien heeft Paderborn de status van Großstadt.
In 1994 vond te Paderborn, onder andere in het kasteel van Schloß Neuhaus, de Landesgartenschau van de deelstaat Noordrijn-Westfalen plaats. Voor dit op de Nederlandse Floriade gelijkende evenement werden rondom het kasteel de tuinen en parken vernieuwd, en werden ook elders in de stad fraaie stukken openbaar groen gerealiseerd.

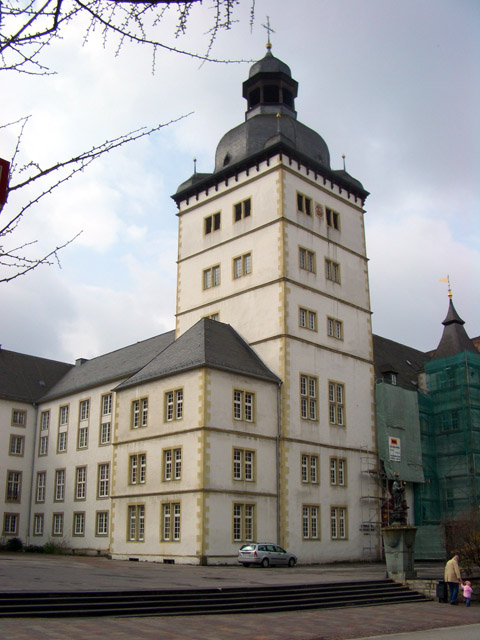
Schoolgebouw Theodorianum (1612)
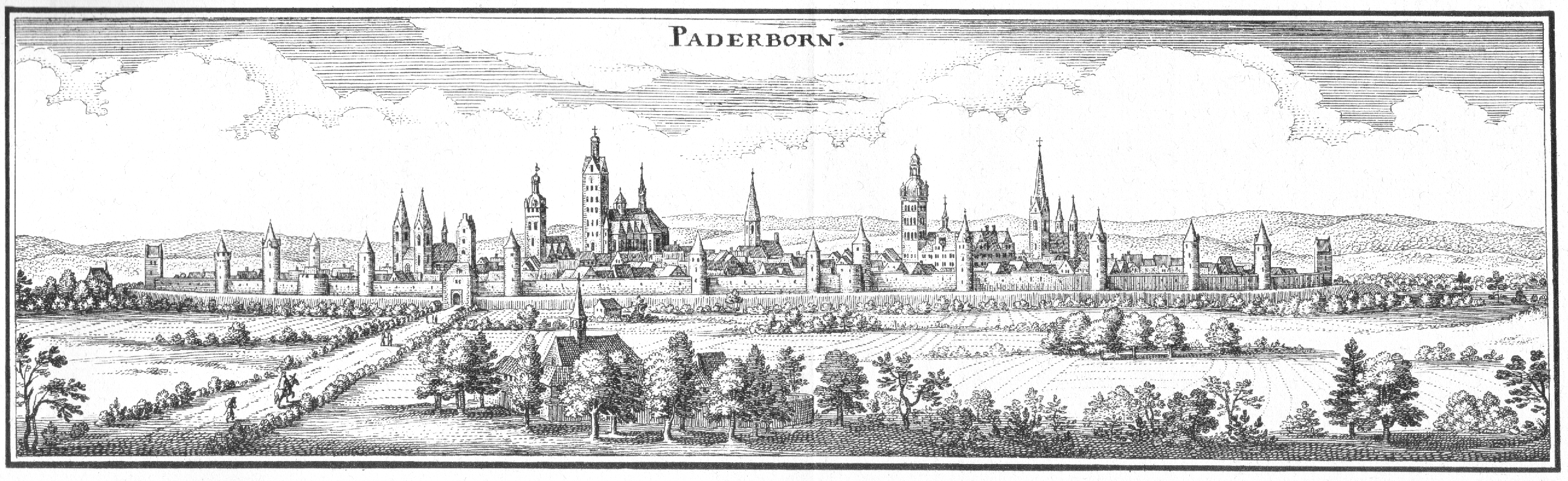
Merian-ets van Paderborn (1647)
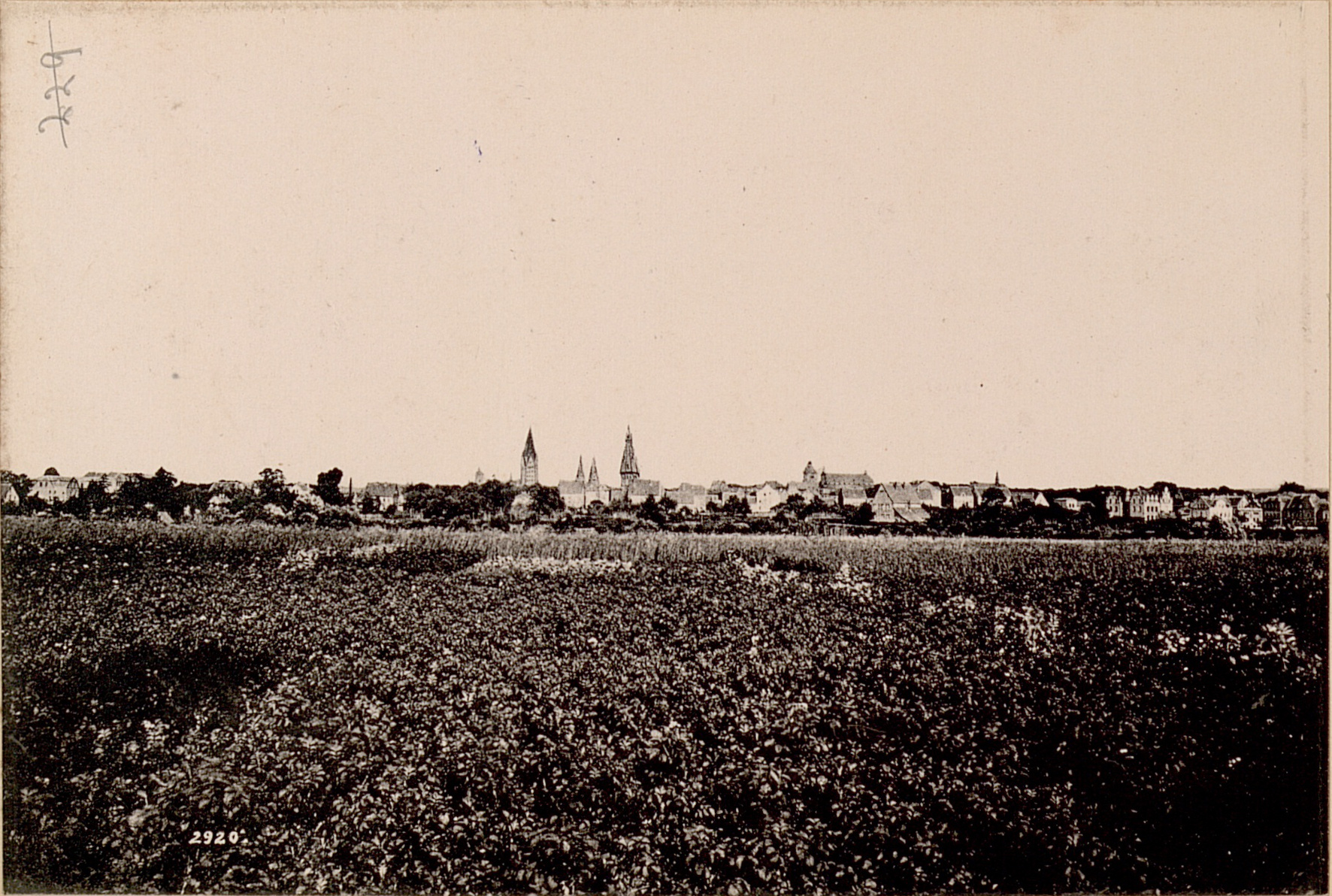
Gezicht op Paderborn, ca. 1892

## Ligging
Paderborn ligt tussen enige heuvel- en bergruggen, ten zuidoosten van de dalen van de rivieren Lippe en Alme. In het oosten maakt het bij Neuenbeken deel uit van het Eggegebergte (hoogste punt van de gemeente 347 meter boven zeeniveau).

### Indeling van de stad
| Stadsdeel           | Oppervlakte km² | Inwonertal ultimo sept. 2019 | Stadsdeel sinds |
| ------------------- | --------------- | ---------------------------- | --------------- |
| Kernstadt (centrum) | 45,93           | 86.122                       | –               |
| Schloß Neuhaus      | 24,04           | 26.426                       | 1 jan. 1975     |
| Elsen               | 20,19           | 16.355                       | 1 jan. 1975     |
| Wewer               | 16,88           | 07.229                       | 1 juli 1969     |
| Sande               | 23,39           | 05.846                       | 1 jan. 1975     |
| Marienloh           | 07,37           | 03.212                       | 1 jan. 1969     |
| Dahl                | 17,14           | 02.836                       | 1 jan. 1975     |
| Neuenbeken          | 14,85           | 02.347                       | 1 jan. 1975     |
| Benhausen           | 09,80           | 02.373                       | 1 jan. 1975     |
| Paderborn           | 179,590         | 152.7460                     |                 |

Stand 30  september 2019 (excl. tweede-woningbezitters en in de stad gelegerde Britse militairen)
Het rondom de grote kazernes aan de rand van het uitgestrekte militaire terrein Truppenübungsplatz Senne gelegen gebied met wooncomplexen en een vermaakscentrum voor de militairen heeft zich in de periode 1890- 1990 tot een min of meer zelfstandig, enige duizenden inwoners tellend, dorp met de naam Sennelager ontwikkeld. Dit dorp heeft niet de status van apart Ortsteil verworven, maar wordt voor het kleinste, westelijke deel tot Sande en voor een iets groter deel tot Schloß Neuhaus gerekend.
Het vroegere dorp Mönkeloh, ten oosten van Wewer, is alleen nog een bedrijventerrein.

Paderborn: Situering stadsdelen

### Buurgemeentes
- Lichtenau in het zuidoosten
- Borchen in het zuiden
- Salzkotten in het westen
- Delbrück in het noordwesten
- Hövelhof in het noorden
- Bad Lippspringe in het noordoosten
- Altenbeken in het oosten

## Economie

### Industrie en nijverheid
- Stadsdeel Schloß Neuhaus bezit belangrijke fabrieken in de metaalsector, waarvan er vele tot het Benteler-concern behoren, en waar in totaal enkele duizenden mensen werken. Eén van die fabrieken, waar onder meer buizen van staal en andere materialen worden gemaakt, voor onder andere de auto-industrie, is in 2019 door Benteler verkocht aan de Nederlandse branchegenoot Van Leeuwen Buizen Groep.
- Elders in de stad is een 400 medewerkers tellende fabriek van limonades en andere dranken en voedingsmiddelen gevestigd.
- De landbouwmachinefabriek Claas heeft te Paderborn een afdeling, waar ruim 500 mensen werken. Er worden machine-onderdelen geproduceerd.
- Dicht bij bovengenoemde twee fabrieken, op een industrieterrein ten zuiden van de stad, heeft de firma Heidelberg een kalksteengroeve met een cementfabriek in exploitatie.

### Overig (dienstverlenende sector)
In het noordelijkste stadsdeel, Sande, is de nabijheid van het grote militaire oefenterrein Truppenübungsplatz Senne merkbaar.
In het noorden van het stadsgebied ligt een groot spoorwegemplacement. DB Fahrzeuginstandhaltung, een dochteronderneming van Deutsche Bahn met als taak het onderhoud van alle railvoertuigen, heeft hier haar centrale locatie waar alle DB-goederentreinwagons voor geheel Duitsland worden onderhouden en gerepareerd. Deze locatie te Paderborn (die tot 2013 een eigen klein station AW Paderborn had, waar personeelsleden konden in- en uitstappen) draagt de naam Ausbesserungswerk.
Een in zwaar transport per vrachtauto gespecialiseerd transportbedrijf, met 750 man personeel, is in Paderborn gevestigd.
De stad telt ten minste vijf, alle van oorsprong rooms-katholieke, ziekenhuizen en klinieken, waarvan er drie tot het St. Vincenz-Krankenhaus, met in totaal bijna 800 bedden, worden gerekend.
Binnen de dienstensector is nog de aanwezigheid van een Landgericht en een Amtsgericht vermeldenswaardig.
Op de grens met de gemeente Lichtenau staat een groot  windpark met 62 windturbines.

## Cultuur

### Bezienswaardigheden

#### Kerkgebouwen e.d.
Tenzij uitdrukkelijk anders vermeld, zijn de hierna genoemde kerkgebouwen rooms-katholiek.
De dom van Paderborn (11de-13e eeuw) is een hallenkerk met een opvallende toren, een rijk gebeeldhouwd portaal (de Paradiespforte) en een grote crypte. In de aangrenzende kloosterhof bevindt zich de grafkapel van de graven van Westfalen. Achter de dom bevindt zich de herbouwde keizerpalts. Tussen beide gebouwen staat de, om haar uitstekende akoestiek beroemde, Bartolomäuskapelle (ca. 1017), de oudste hallenkerk ten noorden van de Alpen.
Een andere oude kerk is de sedert 1803 evangelisch-lutherse Abdinghofkerk, een in de 16e en 17e eeuw diverse malen geplunderde abdijkerk die deel uitmaakt van een nooit voltooid kerkenkruis rond de dom.
De Busdorfkerk is het restant van het uit 1035 daterende Stift Busdorf, dat oorspronkelijk buiten de stad lag.
Het uit 1674 daterende Liborianum is een voormalig kapucijnerklooster, dat in de 19e en 20e eeuw als jongensinternaat in gebruik was. Daarna werd het een rooms-katholiek instituut voor volwassenenonderwijs.
Andere interessante oude kerken zijn de Gouwkerk Sint-Ulrich, de in 1692 door de jezuïeten gebouwde Marktkerk of St. Franciscus Xaveriuskerk en de monumentale, neogotische Heilig-Hartkerk.
Ook in de later bij Paderborn gevoegde stadsdelen staan enige monumentale kerken (zie afbeeldingen). Het romaanse Mariakerkje te Neuenbeken, met in het interieur onder andere enige kort na 1300 geschilderde fresco's, is in dit verband bijzonder vermeldenswaardig. Het kerkje van Marienloh is een bedevaartkerk (O.L.V. van Zeven Vreugden). De St. Hendrik- en Kunigondekerk te Schloß Neuhaus is van oorsprong 15e-eeuws, maar door de vele renovaties heeft het huidige gebouw een laat barok uiterlijk. Het eveneens barokke interieur  van deze kerk is kunsthistorisch interessant.
Opvallend is het zeer grote, tamelijk moderne, kloostergebouw te Neuenbeken van de Missiezusters van het Kostbaar Bloed (Mariannhill Missiezusters), congregatio pretiosi sanguinis, afkorting: CPS.

#### Overige monumentale gebouwen
Het raadhuis van Paderborn werd tussen 1613 en 1620 gebouwd, maar werd later verbouwd, in 1945 vrijwel geheel verwoest en vervolgens herbouwd. Het gebouw bevindt zich op de Marienplatz, waaraan ook het Heisingsche Haus staat, een patriciërshuis waarvan de gevel intact is gebleven. Beide gebouwen zijn voorbeelden van de Wezerrenaissance.
Hoewel veel stedenschoon door de bombardementen van de Tweede Wereldoorlog verloren is gegaan, zijn verspreid door de stad nog een aantal fraaie, oude vakwerkhuizen te vinden. Zulke huizen zijn ook in de omliggende dorpen, vooral in Schloß Neuhaus, te bewonderen.
De Pader mondt slechts 4 kilometer noordwestelijker uit in de Lippe. Dit gebeurt in het stadsdeel Schloß Neuhaus, waar zich het kasteel bevindt van waaruit het prinsbisdom Paderborn eeuwenlang bestuurd is. Het kasteel (inclusief de bijgebouwen) huisvest onder meer enkele kleine musea en twee middelbare scholen.

#### Muziek- en aanverwante culturele instellingen
- Schouwburg Theater Paderborn – Westfälische Kammerspiele: het huidige gebouw, achter het raadhuis, bijna 500 zitplaatsen, is gebouwd in 2011( één zaal met 400 plaatsen en twee kleine zalen)
- Belangrijkste overige toneellocaties: de Studiobühne van de universiteit, en het openluchttheater in het Neuhäuser Schlosspark.
- De Paderhalle is het belangrijkste concertgebouw van de stad. De Kulturwerkstatt heeft kleinere repetitieruimtes en podia voor vooral een jonger publiek (kleine pop-, punk-, rock- en andere popconcerten).

#### Musea (selectie)
- Erzbischöfliches Diözesanmuseum Paderborn, zeer belangrijk museum van christelijke religieuze kunst, vooral uit de vroege middeleeuwen t/m de barok. De beroemde Imad-Madonna (gemaakt rond 1050) is een topstuk in de collectie, die ook enige hedendaagse werken op dit gebied omvat. Een ander, veel kleiner museum in Paderborn met hetzelfde thema, draagt de naam ars sacrale (gewijde kunst).
- Heinz Nixdorf MuseumsForum, computermuseum van internationale betekenis, met als aanvullend thema: geschiedenis van schrift en telecommunicatie vanaf 3000 v.C. tot de 21e eeuw.
- Het LWL-Museum in der Kaiserpfalz toont archeologische vondsten uit de middeleeuwen.
- Twee Städtische Galerien, kleinere musea voor beeldende kunst met wisselende exposities en kleine vaste collecties: am Abdinghof, kunst van de vroege 20e eeuw; in der Reithalle bij Kasteel Schloss Neuhaus, 17e-20e eeuw; daarnaast is de Kunsthalle een cultureel instituut zonder eigen gebouw, dat hedendaagse kunstenaars de gelegenheid geeft, op wisselende plaatsen in de stad te exposeren.
- Het Adam-en-Eva-Huis huisvest een museum over de geschiedenis van de stad Paderborn.
- Het Deutsche Traktoren- und Modellauto-Museum bezit meer dan 100 historische tractors en circa 10.000 modelautootjes.
- Musea in de stallen en het koetshuis van het kasteel Schloß Neuhaus (thema's: natuur, milieu, moderne kunst)

### Natuurschoon
- Door de stadsdelen Sande en Schloß Neuhaus loopt de Lippe. Het dal daarvan bevat talrijke natuurterreinen, die hun ecologische waarde met name ontlenen aan de vogel- en insectenwereld. Ook liggen in het dal van de Lippe, met name in stadsdeel Sande, verscheidene, door zand- en grindwinning ontstane meren. Deze zijn in het algemeen niet toeristisch ontwikkeld. Een aantal van deze meren kan zich in de toekomst tot waardevol natuurgebied ontwikkelen.
- Door het parkachtige noordwestelijke gedeelte van de binnenstad stromen de verschillende bronriviertjes van de Pader. Deze "kortste rivier van Duitsland" heeft ca. 200 bronnen in de stad, die hieraan haar naam ook dankt (born = bron). Langs deze rivier is het landschap overal, voor zover het als natuurreservaat toegankelijk is, de moeite van een wandeling waard. De Pader mondt slechts 4 kilometer noordwestelijker uit in de Lippe.
- Het ten oosten van Wewer liggende bos Ziegenberg
- In het oosten van de gemeente begint het Eggegebergte, waar met name rondom Neuenbeken fraaie wandelingen mogelijk zijn.

### Evenementen, toeristische attracties
- Een groots jaarlijks evenement eind juli is Libori, het feest van één der patroonheiligen van de Dom in de stad, Liborius van Le Mans. Het gaat gepaard met een plechtige, feestelijke processie, een grote kermis en tal van andere festiviteiten. Het feest duurt normaliter 9 dagen en trekt jaarlijks circa anderhalf miljoen bezoekers. Het feest gaat terug op de sterfdag van St. Liborius (23 juli), en op de feestelijke aankomst van diens relieken vanuit Le Mans in 836.
- De Lippesee, nabij stadsdeel Sande,  is een 103 hectare groot stuwmeer in de Thune, een zijriviertje van de Lippe. Een gedeelte is nog een locatie voor industriële zand- en grindwinning, maar het grootste deel van het meer is opengesteld voor strand- en watersportrecreatie. Dit laatste geldt ook voor de direct ten zuiden hiervan gelegen Nesthauser See (50 hectare), waar vooral de sport waterskiën wordt bedreven. Rondom de Lippesee is, ter verbetering van de waterkwaliteit stroomafwaarts in de Lippe, een wateromleiding gegraven, waar het Lippewater doorheen stroomt. Rondom de Lippesee lopen geasfalteerde wegen, waar regelmatig hardloopwedstrijden en wielerkoersen plaatsvinden. Ten westen van deze meren liggen in het dal van de Lippe, met name in stadsdeel Sande, nog verscheidene andere, eveneens door zand- en grindwinning ontstane meren. Deze zijn in het algemeen niet toeristisch ontwikkeld.

### Sport

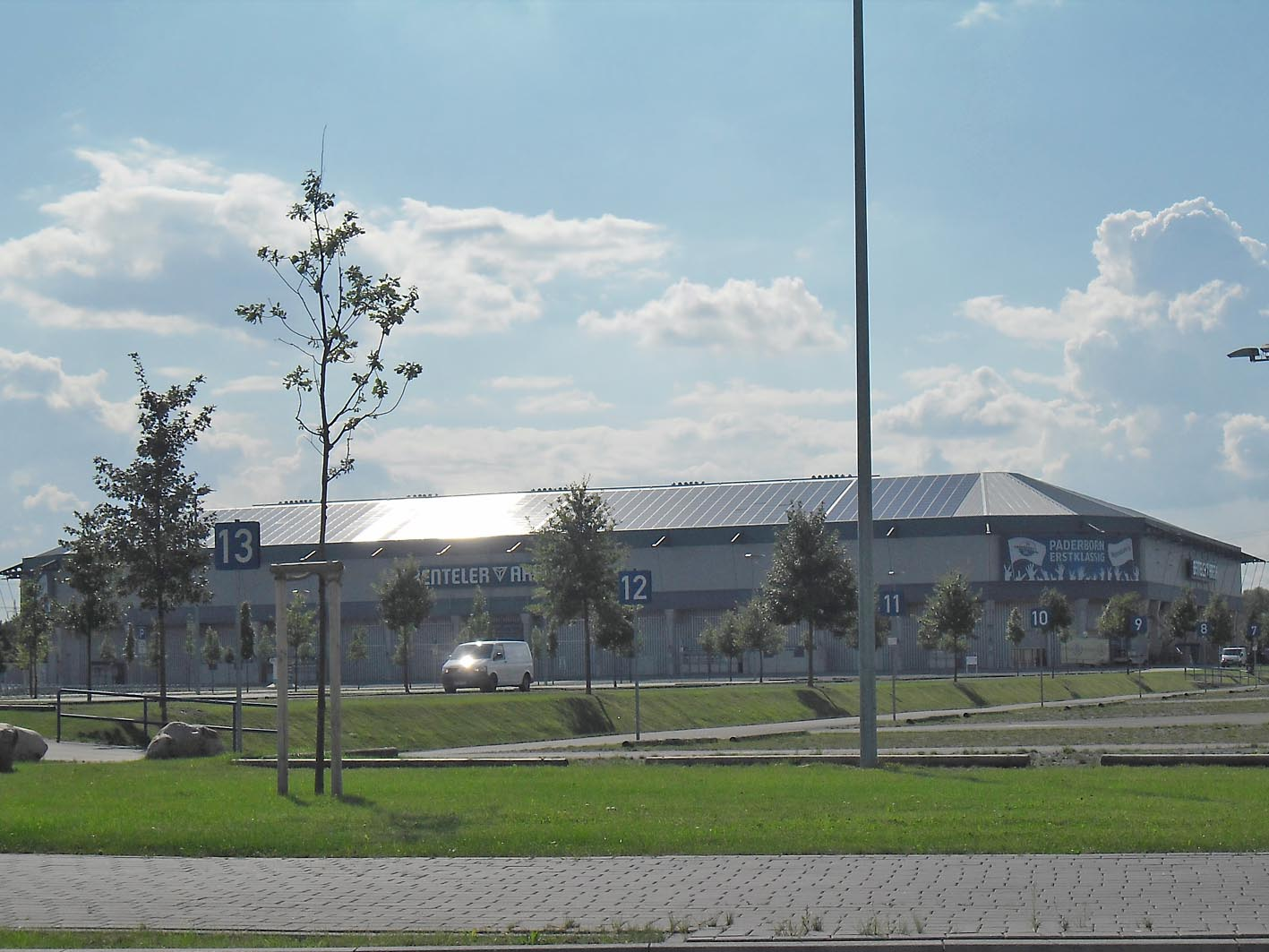
Voetbalstadion Benteler-Arena

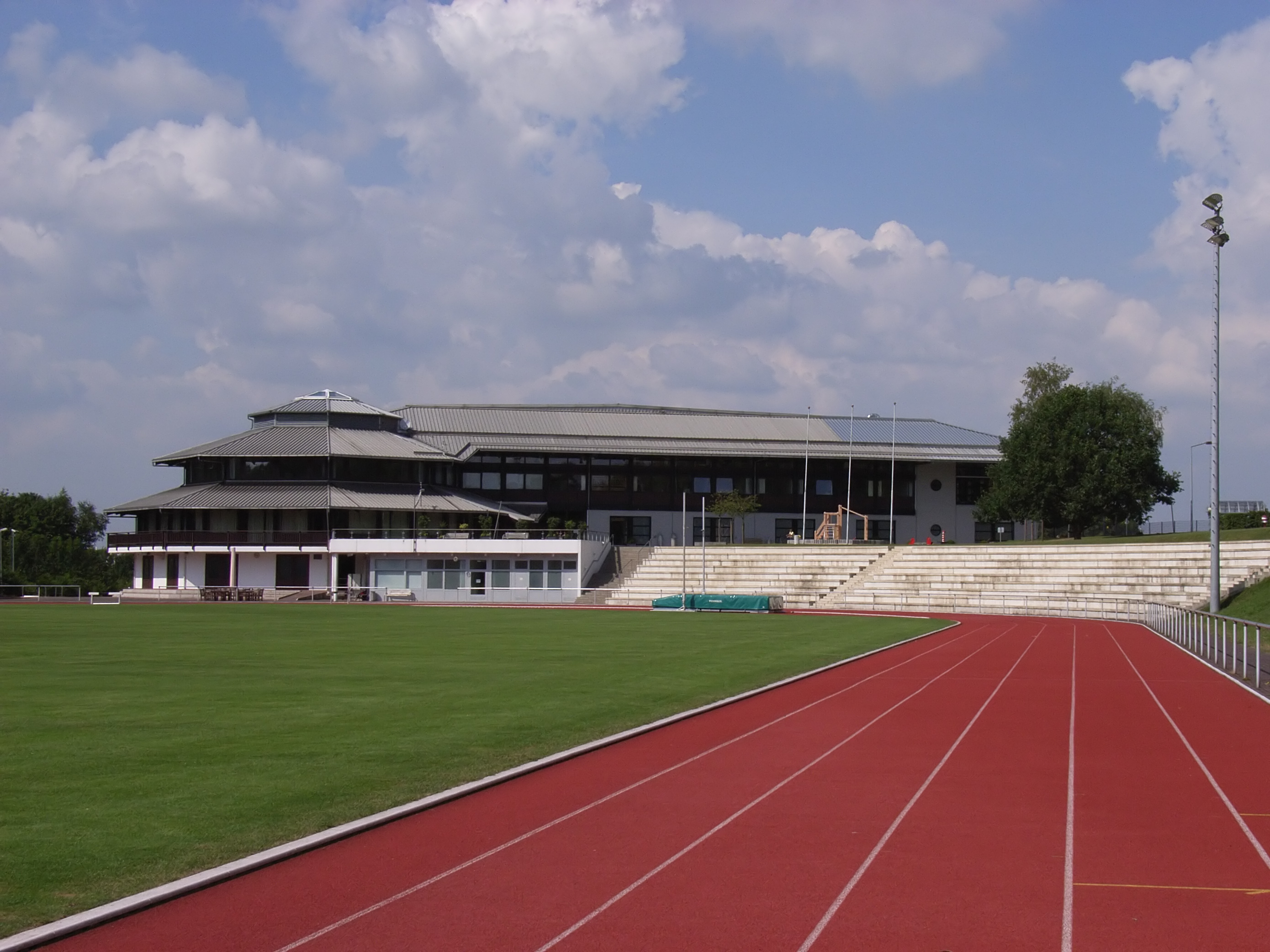
Ahorn-Sportpark

SC Paderborn 07 is de professionele voetbalclub van Paderborn en speelt in de Benteler-Arena. In het seizoen 2014/2015 speelde de club op het hoogste Duitse niveau van de Bundesliga.Na twee keer te zijn gedegradeerd tot in de derde liga speelde het in het seizoen 2019/2020 weer in de Bundesliga.
Het Ahorn-Sportpark omvat onder meer een honkbal- en atletiekstadion en een multifunctionele sporthal. In het complex speelt onder andere de plaatselijke honkbalclub Untouchables Paderborn  zijn thuiswedstrijden.
Sinds 1947 vindt jaarlijks rond Pasen de Paderborner Osterlauf plaats, een hardloopevenement, waarvan de halve marathon het hoogtepunt vormt. Hieraan doen vaak atleten van wereldklasse mee.
Het ruim 11.000 plaatsen bevattende Hermann-Löns-Stadion in stadsdeel Schloß Neuhaus is de thuisbasis van de plaatselijke American Football-vereniging Paderborn Dolphins.
Het Sportzentrum Maspernplatz is een vooral voor basketbal bedoelde sporthal met 2.500 zitplaatsen, die ook voor popconcerten e.d. wordt gebruikt.

## Infrastructuur

### Wegverkeer
De belangrijkste verkeersaders zijn de B1 in zuidwest- noordoostelijke richting en de A33 die van noord naar zuid door het Senne-gebied westelijk langs Paderborn loopt. Deze snelweg heeft op Paderborns grondgebied enige afritten (nrs. 24: Sennelager; 25: Schloß Neuhaus; 26: Elsen, bij het voetbalstadion; 27: Zentrum; 28: Mönkeloh). Langs deze snelweg ligt bij Paderborn een zgn. Autohof, een modern soort karavanserai langs de snelweg voor met name vrachtvervoerders.
Ook de B64, die langs de universiteitswijk loopt, en de B68 lopen door Paderborn en kruisen daar de hierboven genoemde wegen.

### Openbaar vervoer
Het belangrijkste spoorwegstation in de stad is Paderborn Hbf. Dit station ligt aan de spoorlijn Hannover - Soest en de spoorlijn Paderborn - Brackwede (de Senne-Bahn). Aan deze laatste lijn ligt ook de halte Paderborn-Kasseler Tor,  Station Paderborn Nord en, verder noordelijk, station Paderborn Schloß Neuhaus en Station Sennelager.
Er zijn vergevorderde plannen om de spoorlijn Altenbeken - Warburg, mogelijk reeds in 2023, in westelijke richting naar Paderborn Hbf door te trekken. In dat geval zal er aan deze lijn een station Paderborn-Ost worden gerealiseerd.
De busmaatschappijen BBH (streekbussen) en PaderSprinter (stadsbussen, ook naar Schloß Neuhaus en andere stadsdelen van Paderborn v.v.) verzorgen in Paderborn een voor Duitse begrippen goed en frequent busnet van het stadscentrum uit in alle richtingen en vice versa. Ook op zondag rijden deze bussen meestal ten minste 1 × per uur.

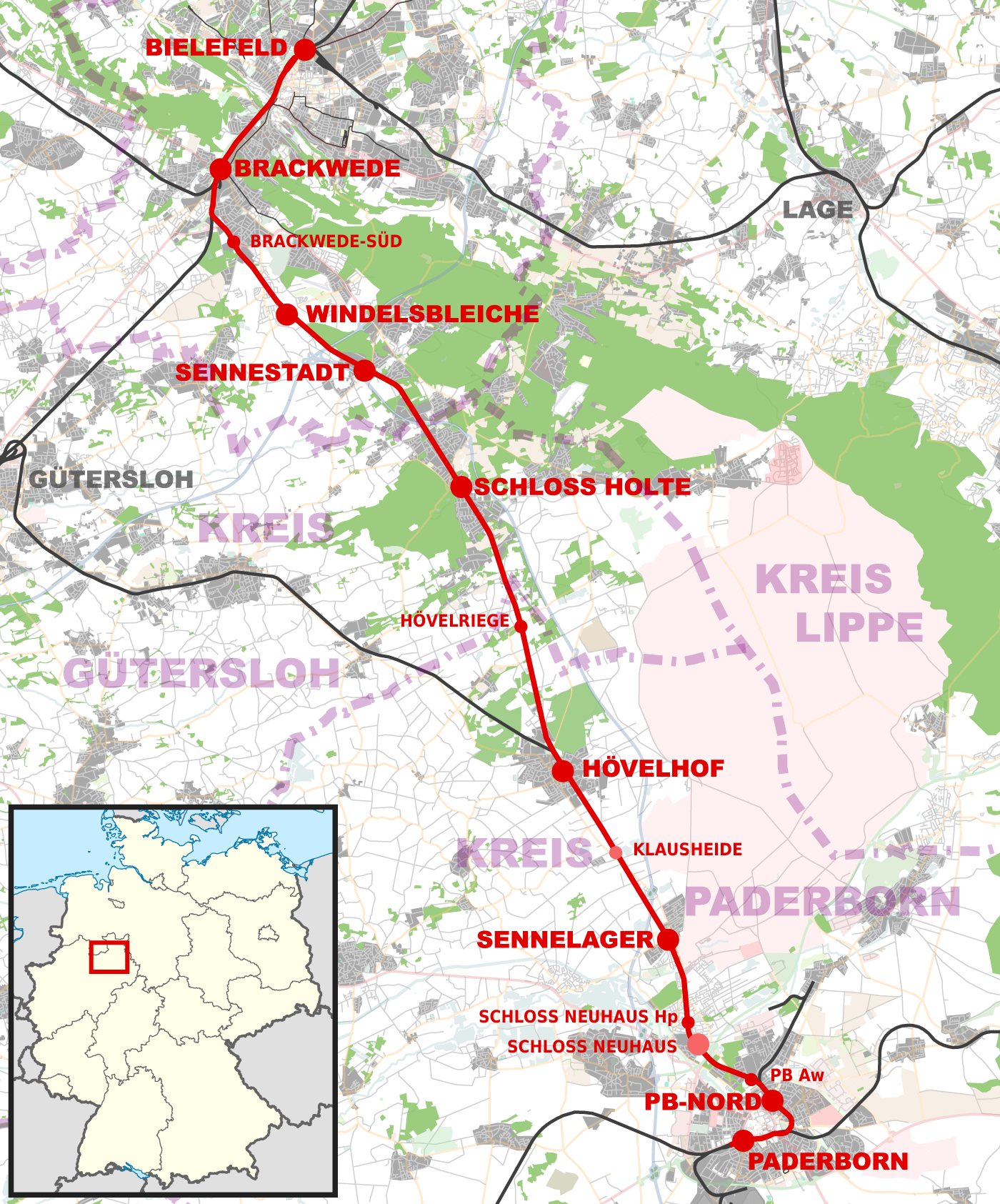
Lijnkaart Senne-Bahn
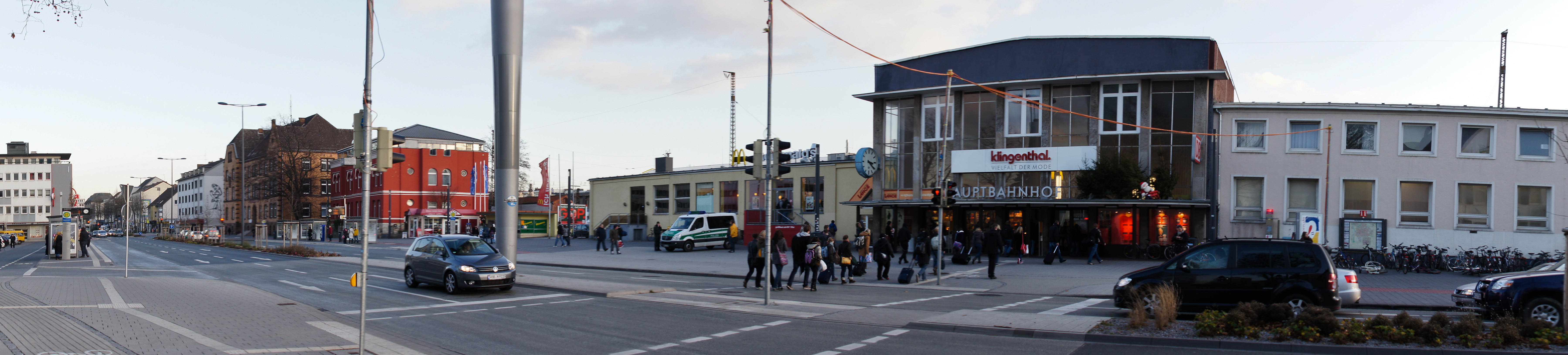
Paderborn Hauptbahnhof, 2011
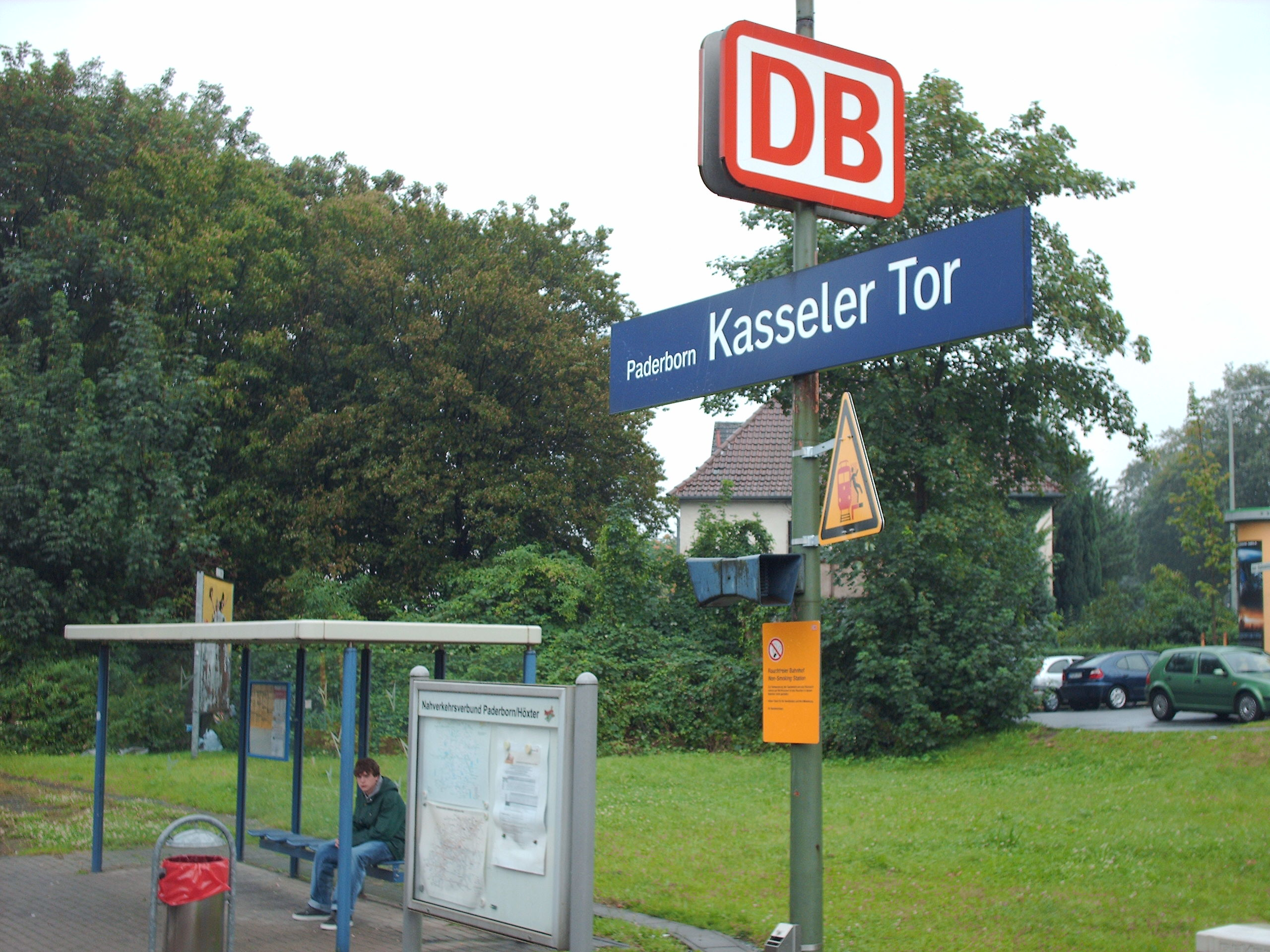
Halte PB-Kasseler Tor
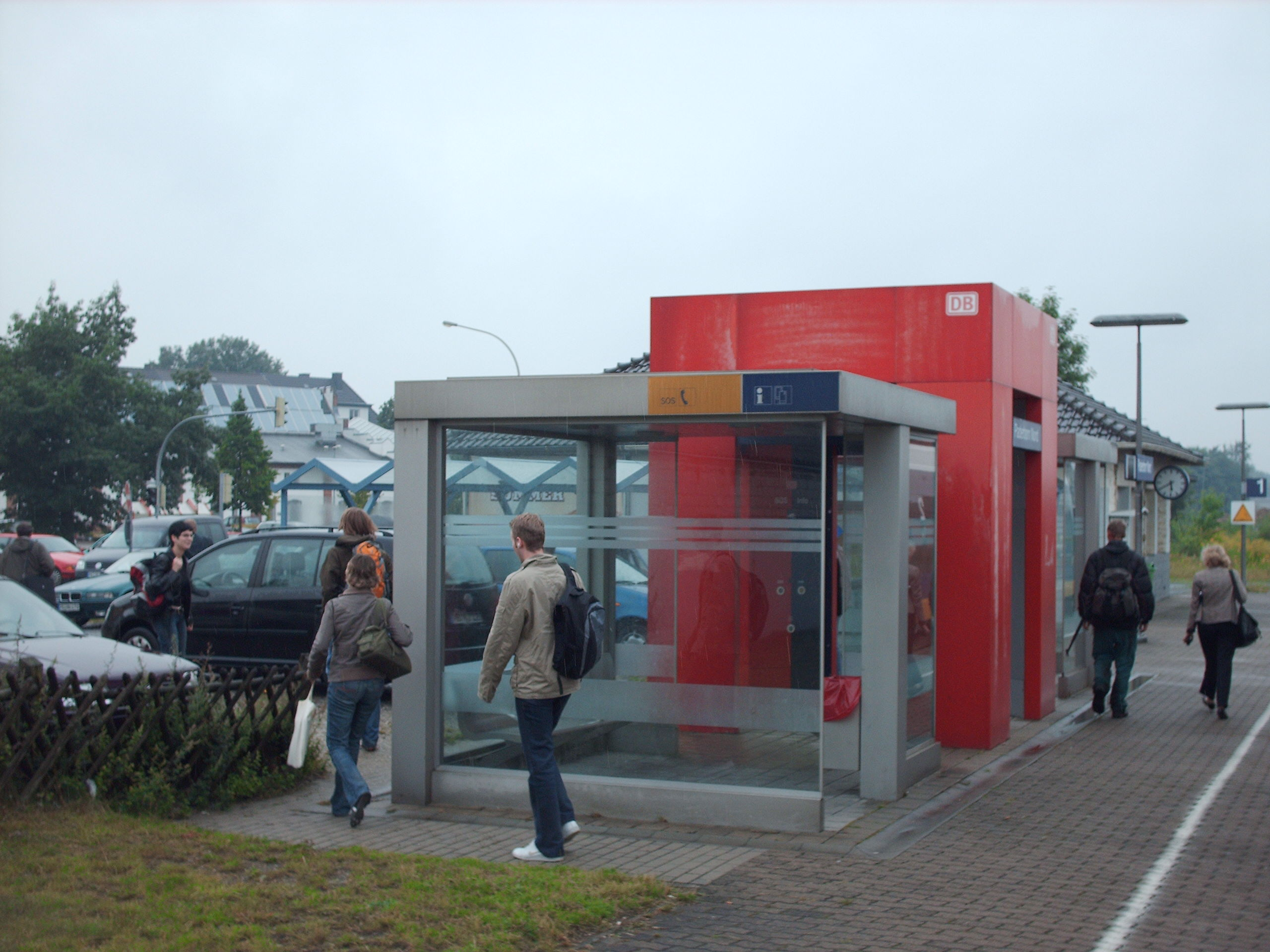
Station Paderborn Nord
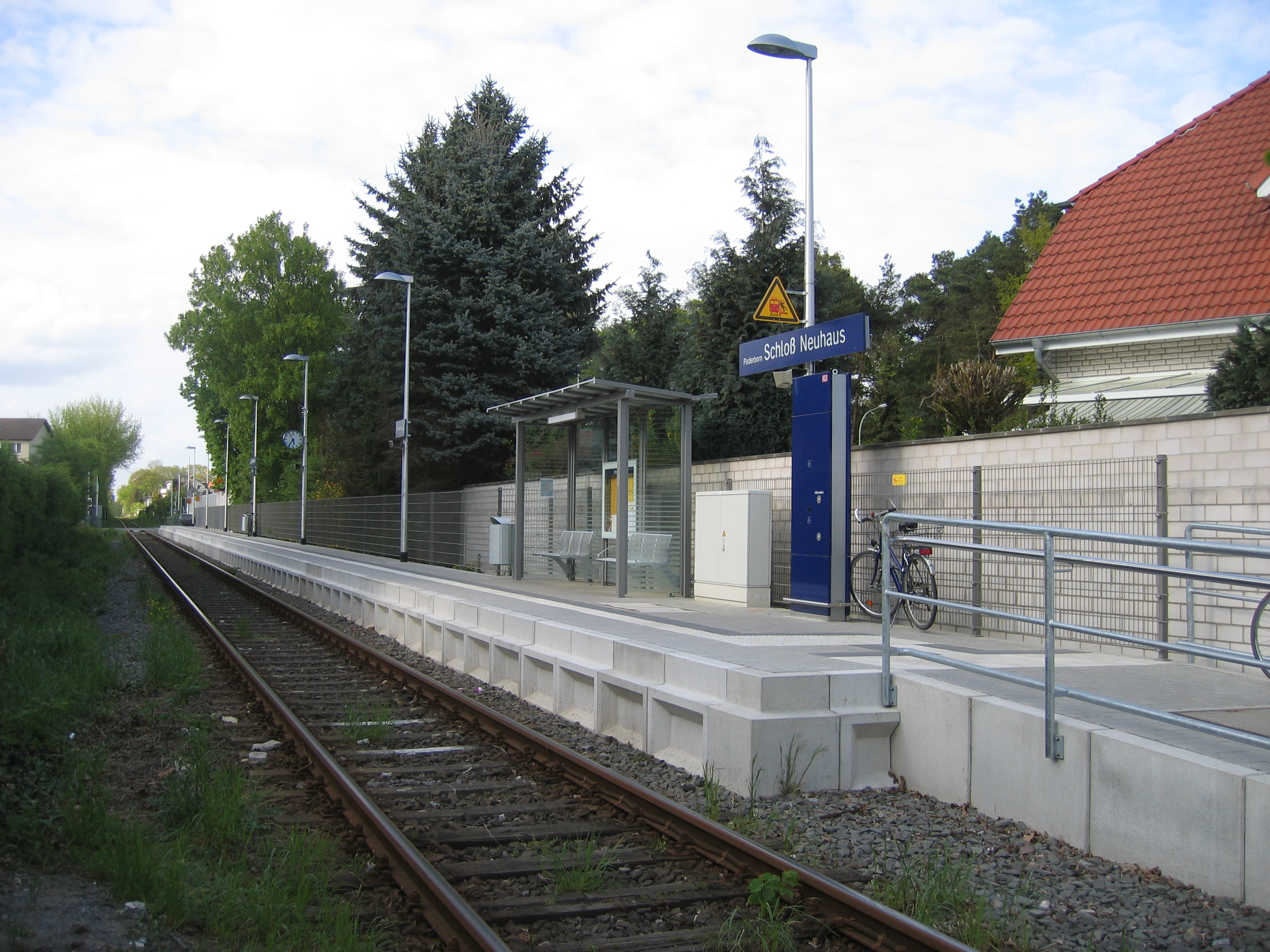
Treinhalte Schloß Neuhaus
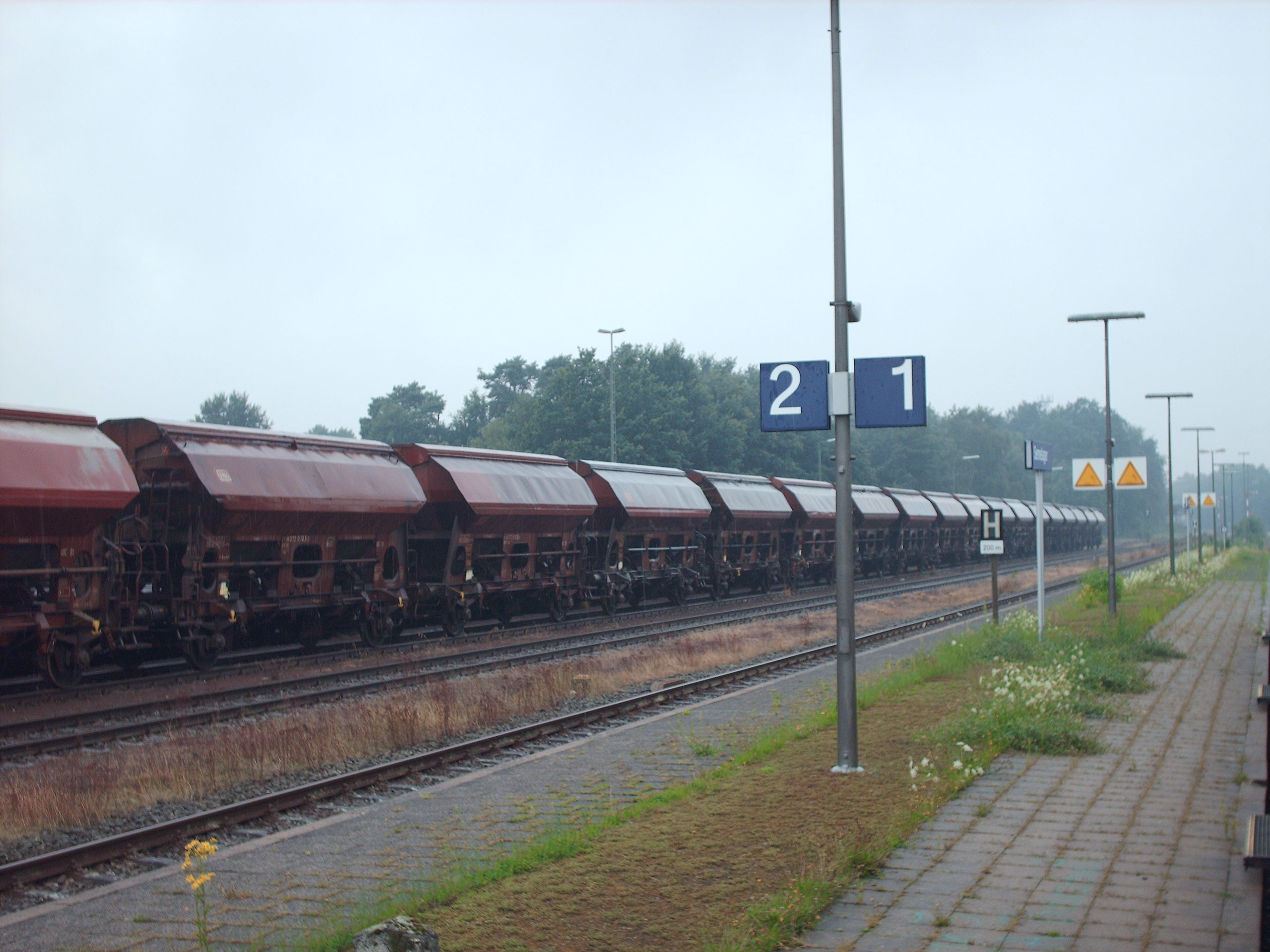
Goederentrein in station Sennelager
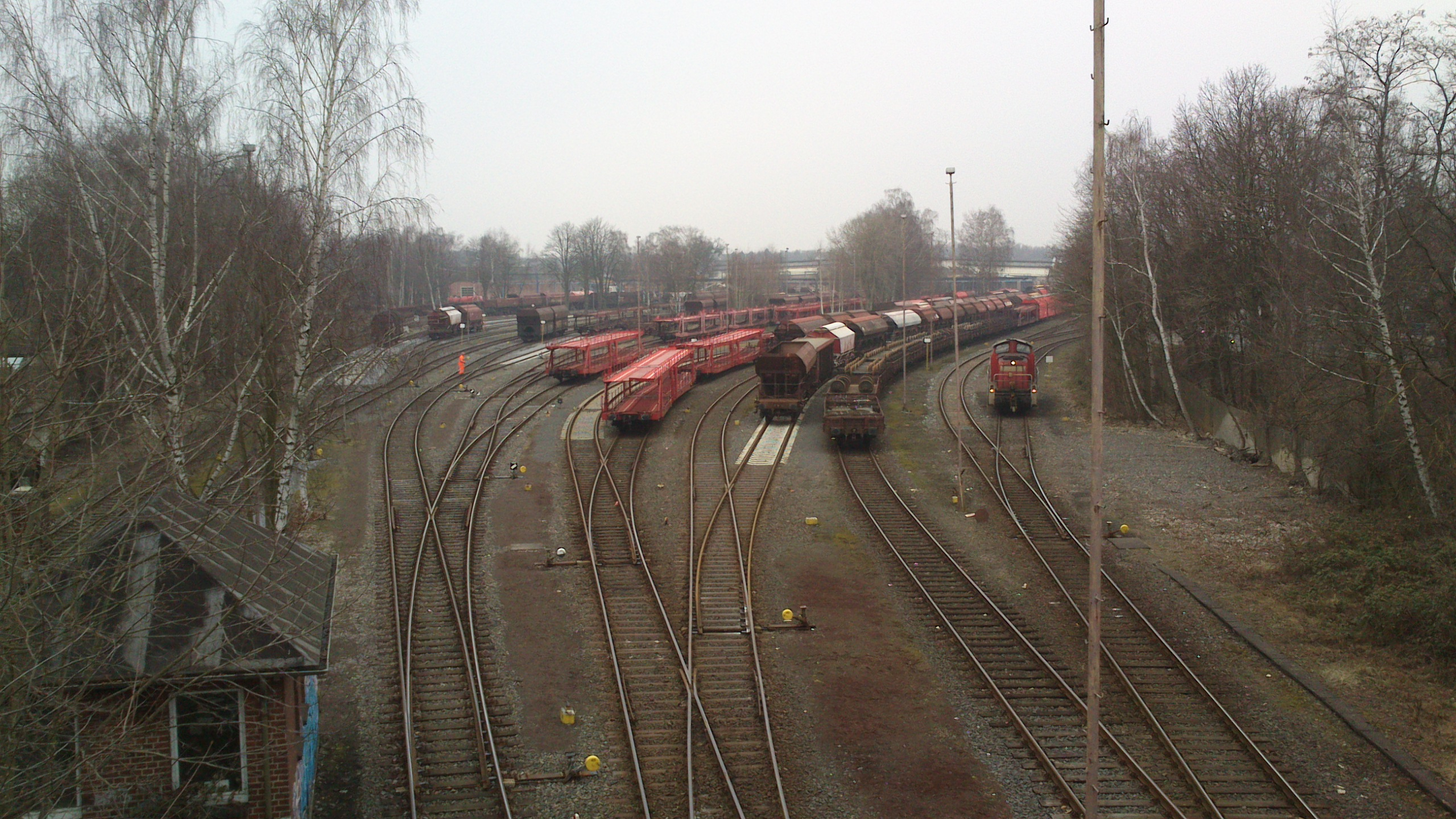
Ausbesserungswerk (reparatiewerf) van de DB

### Overig
Door het noorden van de gemeente loopt (in de stadsdelen Sande en Schloß Neuhaus) de rivier de Lippe. Deze is hier niet bevaarbaar, uitgezonderd hier en daar voor kano's en kleine roeibootjes. Dit geldt ook voor de Alme, die vanuit het zuiden, westelijk langs de stad noordwaarts stroomt en bij Schloß Neuhaus in de Lippe uitmondt.
De, in de gemeente Büren (Westfalen), op 15 km van het stadscentrum van Paderborn gelegen luchthaven Flughafen Paderborn Lippstadt was wegens faillissement van de exploitant en de covid-19-crisis medio 2020 en 2021 korte tijd gesloten, maar nadien heropend.

## Hoger onderwijs, wetenschappelijk onderzoek, IT-sector
Voor de economie, met name binnen de dienstensector is de aanwezigheid van de (ten zuidoosten van het stadscentrum gelegen)  Universiteit Paderborn van zeer groot belang. Er studeren meer dan 24.000 studenten en er werken meer dan tweeduizend docenten en stafmedewerkers. Doordat deze instelling haar zwaartepunt heeft in opleidingen voor informatica en aanverwante vakken, is Paderborn een aantrekkelijke vestigingsplaats geworden voor ondernemingen in de IT-sector.
Een deel van deze ondernemingen heeft zijn oorsprong binnen het Nixdorf-concern (1958-1990), dat op economisch gebied een sterk stempel op Paderborn heeft gedrukt. Te noemen zijn onder andere:
- Een belangrijk onderdeel van het Amerikaanse IT-concern Diebold Nixdorf Inc., Diebold Nixdorf Holding GmbH, is te Paderborn gevestigd. Het levert (als één der wereldmarktleiders in deze branche) hard- en software voor kassasystemen in winkels, horecabedrijven e.d., alsmede geld- en betaalautomaten voor onder meer banken.
- Ook  filialen van het Franse IT-concern Atos en van Siemens AG zijn te Paderborn gevestigd.
- Het bedrijf dSPACE (software voor de auto- en ruimtevaartindustrie) zetelt te Paderborn.

Aan de universiteit gelieerd is het onderzoeksinstituut Fraunhofer-Institut für Entwurfstechnik Mechatronik. Naast dit instituut is Paderborn zetel van enige instellingen voor hoger beroepsonderwijs, waaronder voor IT-beroepen en op het gebied van de economie.

## Partnersteden
Paderborn heeft met verschillende steden een stedenband:
- Le Mans, Frankrijk, sinds 836, de oudste Europese stedenband, pas officieel sinds 1967
- Bolton, Verenigd Koninkrijk, sinds 1975
- Belleville, Illinois, Verenigde Staten, sinds 1990
- Pamplona, Spanje, sinds 1992
- Przemysl, Polen, sinds 1993
- Debrecen, Hongarije, sinds 1994
- Qingdao, Volksrepubliek China, sinds 2003

## Bekende inwoners van Paderborn

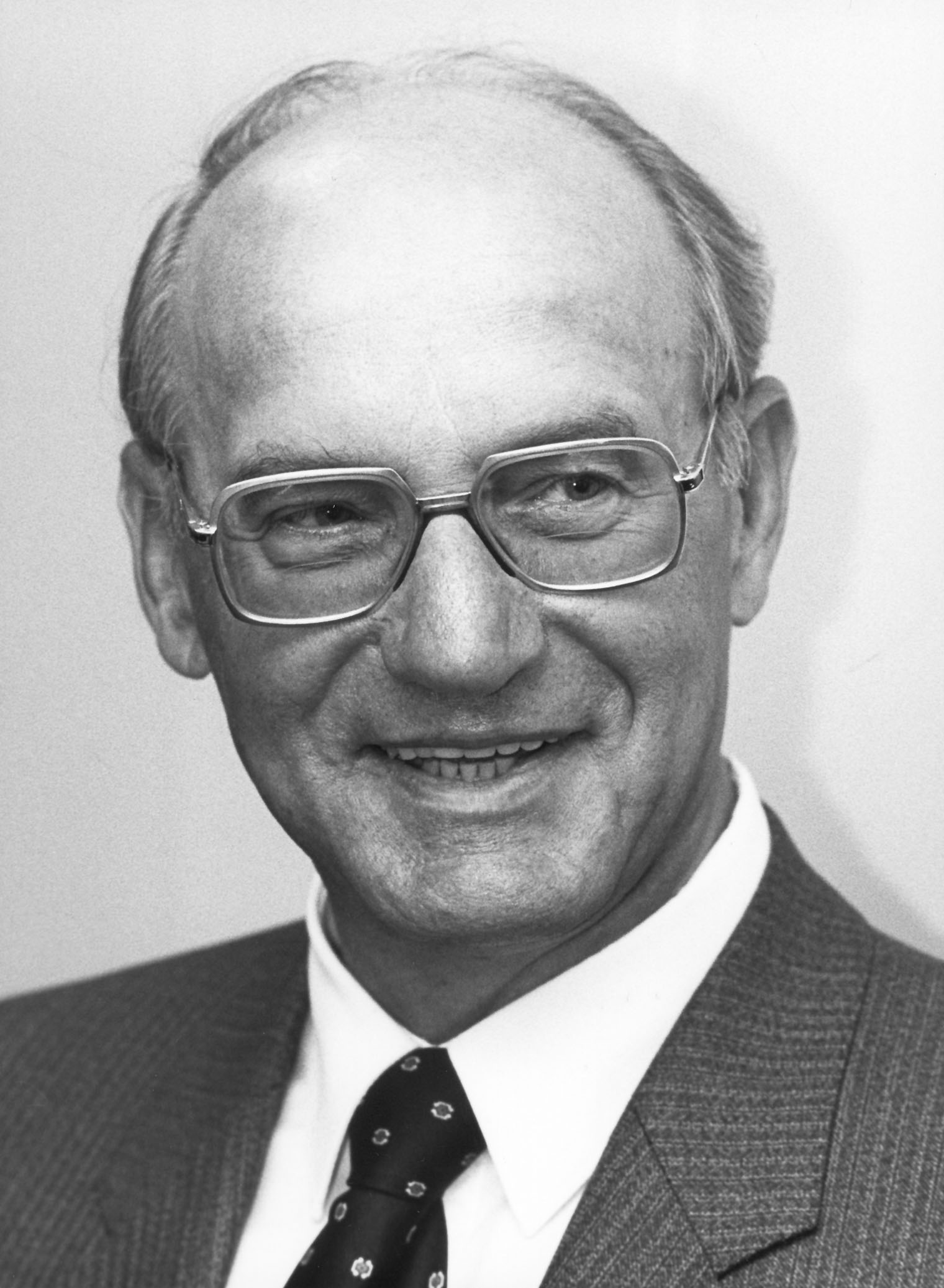
Computerpionier Heinz Nixdorf (1925-1986)

### Geboren
- Heinrich Aldegrever (1502-ca.1551/61, Soest), schilder, graveur en goudsmid
- Gerhard Gröninger (1582-1652, Münster), beeldhouwer en architect
- Heinrich Gröninger (1578/79-1631, plaats van overlijden onbekend), beeldhouwer, maakte vele grafmonumenten, die zich bevinden in onder andere de Dom van Paderborn
- Johann Mauritz Gröninger (1652-1707, Münster), beeldhouwer in de door Pieter Paul Rubens beïnvloede barokstijl; tot zijn oeuvre behoort het grafmonument te Münster voor bisschop Christoph Bernhard von Galen.
- Ferdinand von Plettenberg (1690-1737, Wenen), voluit: Freiherr Ferdinand Wilhelm Adolf Franz von Plettenberg, later graaf von Plettenberg und Wittem, eerste minister van het Keurvorstendom Keulen, invloedrijk politicus in het Keurvorstendom Beieren en in het Aartshertogdom Oostenrijk, ondersteunde de aanspraken van Maria Theresia van Oostenrijk (1717-1780) op de Habsburgse troon.
- Friedrich Sertürner (Neuhaus, 1783-1841, Hamelen), apotheker, die in 1805 morfine ontdekte
- Hans Güldenpfennig (1875-1945, Göttingen), architect en restaurator van hoofdzakelijk kerkgebouwen, waaronder de Dom van Keulen
- Johannes Brockmann (1888-1975, Rinkerode, gem. Drensteinfurt), christendemocratisch politicus
- Ella Bergmann-Michel (1895-1971, Vockenhausen bij Frankfurt am Main), kunstschilderes, fotografe en producente van filmdocumentaires, beïnvloed door het dadaïsme, werkte rond 1930 samen met de Nederlandse architect Mart Stam, en heeft bij één filmdocumentaire met Joris Ivens samengewerkt. Zij is bevriend geweest met Ilse Bing.
- Heinz Nixdorf (1925-1986, Hannover) computerpionier en ondernemer, oprichter van het naar hem genoemde elektronica-concern
- Dieter Thoma (1927-2017, Keulen), journalist en presentator
- Toto Blanke, geboren als Hans Otto Blanke (1936-2013, Hamburg), jazzgitarist
- Werner Franke (1940-2022), professor in de cel- en moleculaire biologie, bekend als bestrijder van doping in de sport
- Franz-Josef Hermann Bode (1951), geestelijke en bisschop
- Hermine Huntgeburth (1957), filmregisseuse
- Patrick Sensburg (1971), politicus
- Judith Rakers (1976), journaliste en presentatrice van onder andere tv-journaals
- Lukas Kruse (1983), voetballer (doelman)
- Mahir Sağlık (1983), voetballer
- Johann Büsen (1984), beeldend kunstenaar
- Christian Strohdiek (1988), voetballer
- Tolgay Arslan (1990), voetballer
- Jasmin Duehring-Glaesser (1992), Duits-Canadese baan- en wegwielrenster
- Alexander Nübel (1996), voetballer

### Overleden

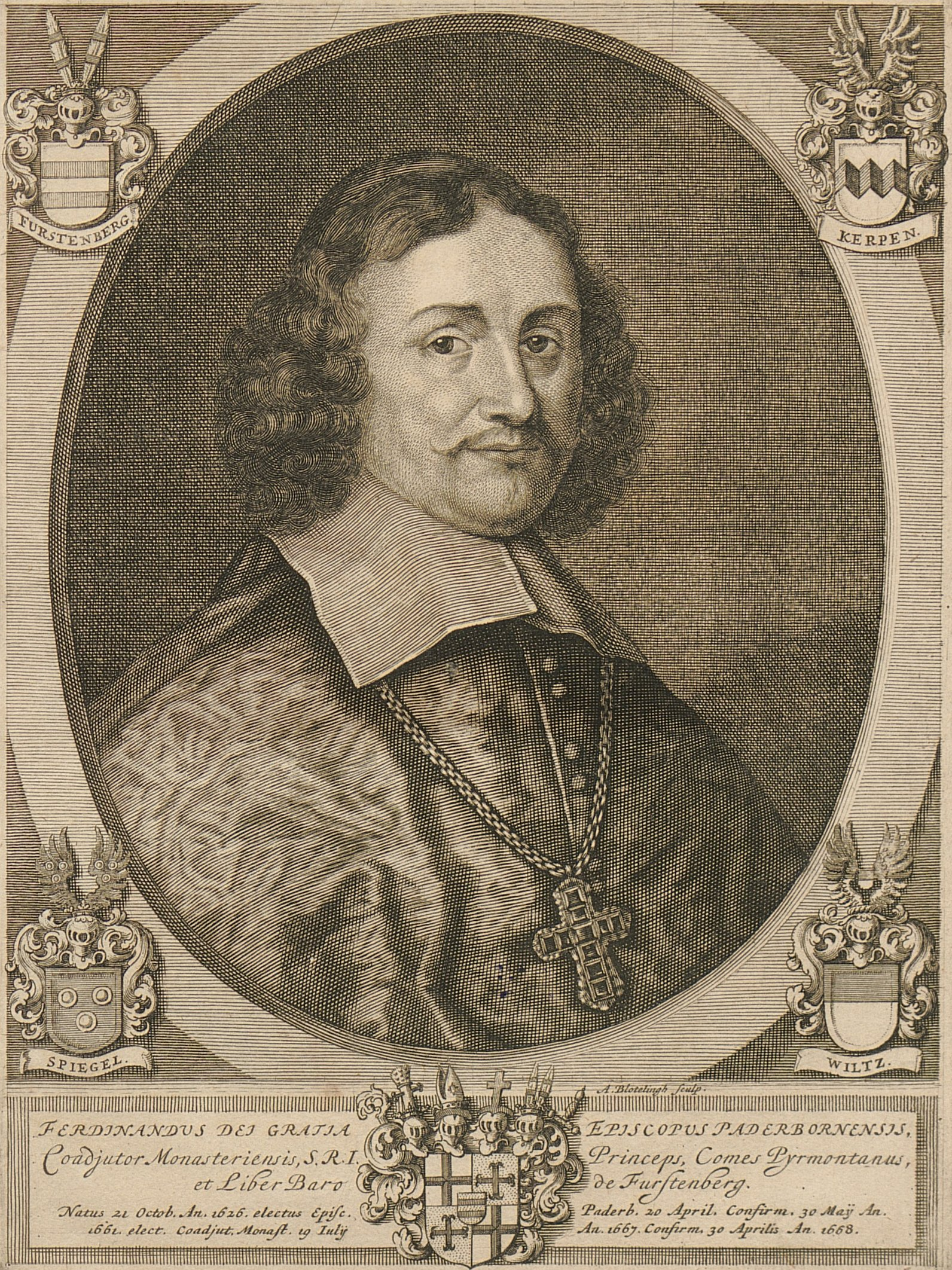
Ferdinand von Fürstenberg (1626-1683)

- Ferdinand baron (Freiherr) von Fürstenberg (kasteel Bilstein in het Hertogdom Westfalen, 1626-1683), gelatiniseerd: Ferdinandus liber baro de Furstenberg, van 1661-1683 als Ferdinand II van Fürstenberg prinsbisschop van Paderborn en 1678-1683 van Münster, belangrijk als mecenas voor kunst en architectuur in de tweede helft van de 17e eeuw
- Luise Hensel (Linum, Mark Brandenburg, 1798-1876) christelijk dichteres van onder meer een zeer bekend avondgebedje voor kinderen
- Pauline von Mallinckrodt (Minden, 1817-1881), stichtster van de in 1888 door Paus Leo XIII erkende  Congregatie van de Zusters der Christelijke Liefde (Latijn: Congregatio Sororum Christianae Caritatis, afkorting: SCC). Deze orde zette zich in voor onder andere onderwijs aan zowel lichamelijk als verstandelijk gehandicapte kinderen, en beschikt tot op de huidige dag over twee kloosters in de gemeente Paderborn. Pauline von Mallinckrodt werd in 1985 zalig verklaard.
- Arnold Güldenpfennig (Warburg, 1830-1908), architect van kerkgebouwen, ontwerper van onder meer de Heilig-Hartkerk.
- Lorenz Jäger (Halle an der Saale, 1892-1975), geestelijke en kardinaal; aartsbisschop van Paderborn (1941-1973); ereburger van Paderborn.
- Johannes Joachim Degenhardt (Schwelm, 1926-2002), geestelijke en kardinaal; aartsbisschop van Paderborn (1973-2001); ereburger van Paderborn.
- Carsten Peter Thiede (Berlijn, 1952-2004), historicus en archeoloog

### Woonachtig (geweest)
- Herman IV van Hessen (Bonn, 1450-1508), bijgenaamd de Vredevolle, prinsbisschop van Paderborn (1498-1508)
- Karl Joseph Schulte (Haus Valbert, 1871-1941, Keulen), geestelijke en kardinaal, bisschop van Paderborn (1910-1920);  ereburger van Paderborn.
- Franz Hengsbach (Velmede bij Bestwig, 1910-1991, Essen), geestelijke en kardinaal
- Eugen Drewermann (Bergkamen (bij Dortmund), 1940), theoloog, psychotherapeut en schrijver
- Wilfried Hagebölling (Berlijn, 1941), beeldhouwer en tekenaar; bezitter van een eigen beeldentuin bij de Senne ten noorden van Paderborn
- Heinz Josef Algermissen (Hermeskeil, 1943), geestelijke en emeritus-bisschop; is hulpbisschop van Paderborn geweest
- Reinhard Marx (Geseke, 1953), geestelijke en kardinaal; is hulpbisschop van Paderborn geweest
- Erwin Grosche (Anröchte, 1955), cabaretier, acteur, schrijver en filmregisseur

## Galerij

### Kerkelijke bouwkunst e.d.

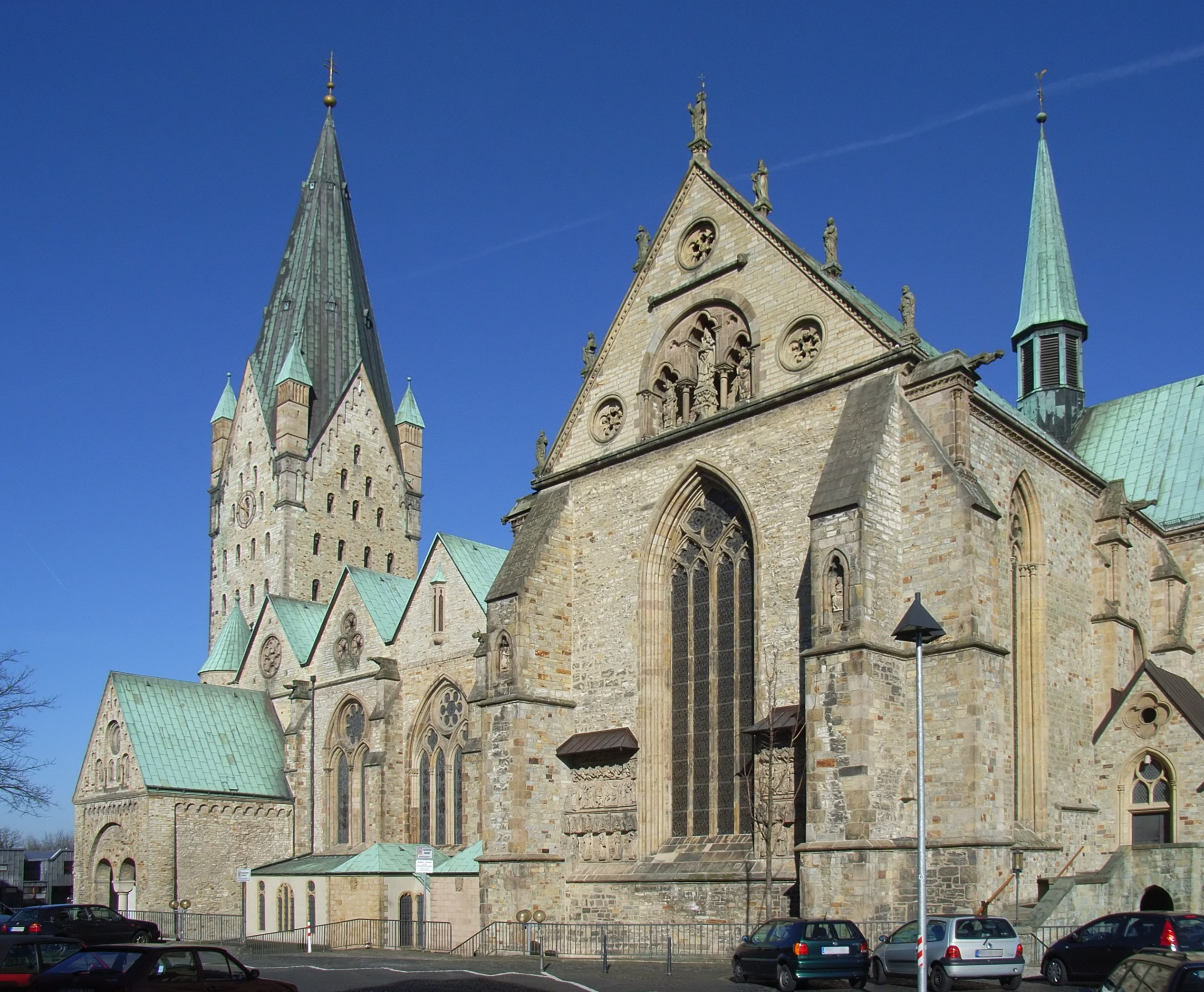
De Dom van Paderborn
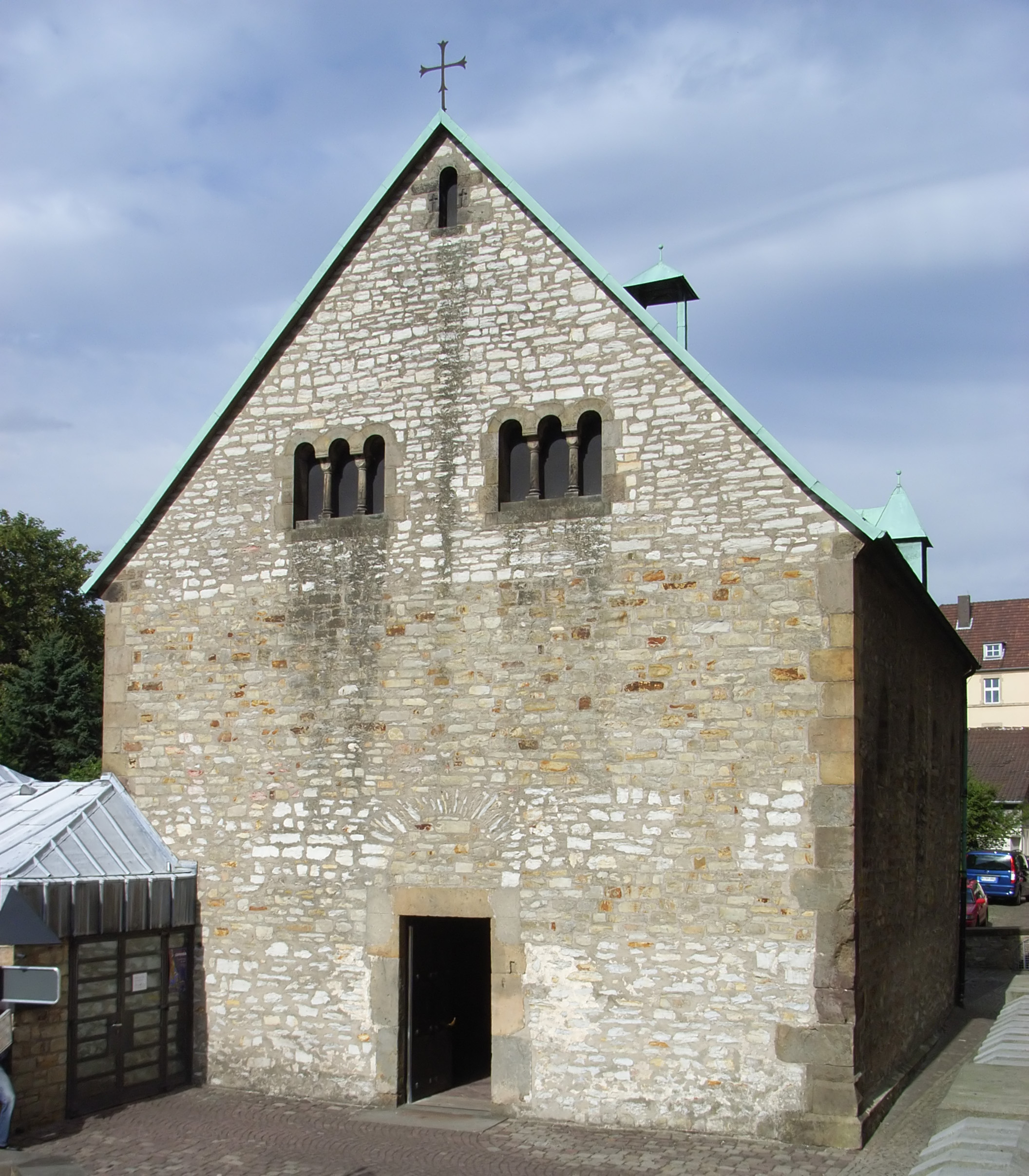
Bartholomeüskapel
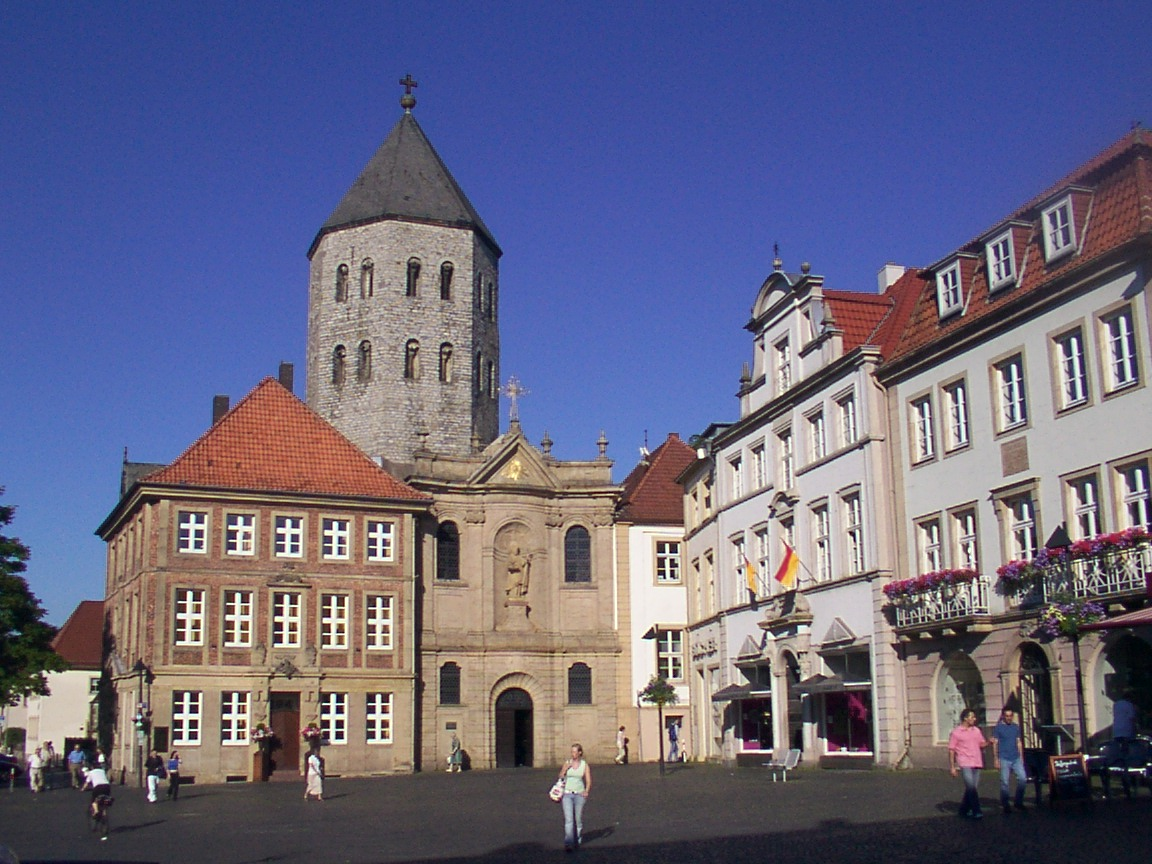
Markt met Gaukirche
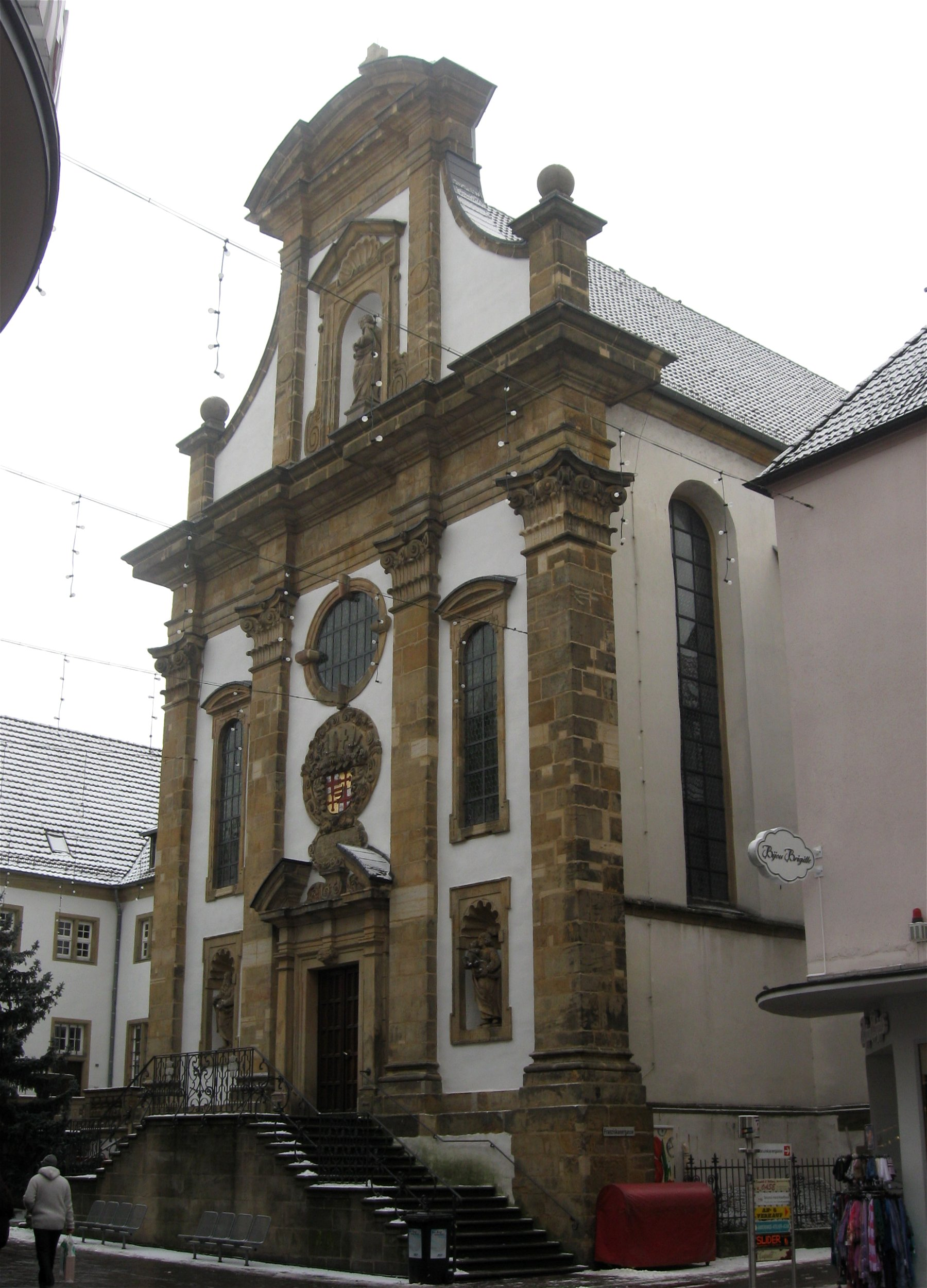
Kerk van het Franciscaner klooster
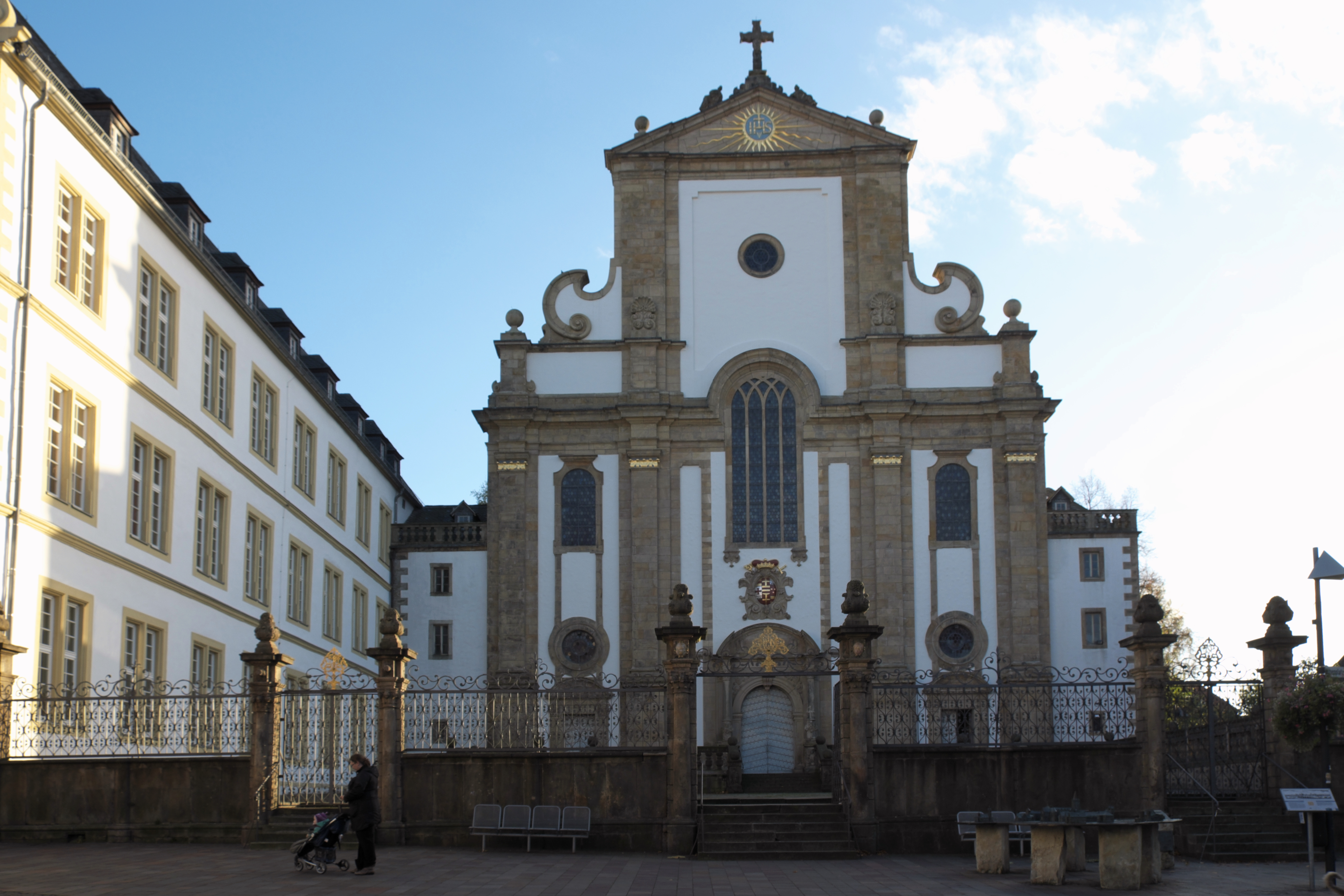
De Marktkerk van de jezuïetenorde
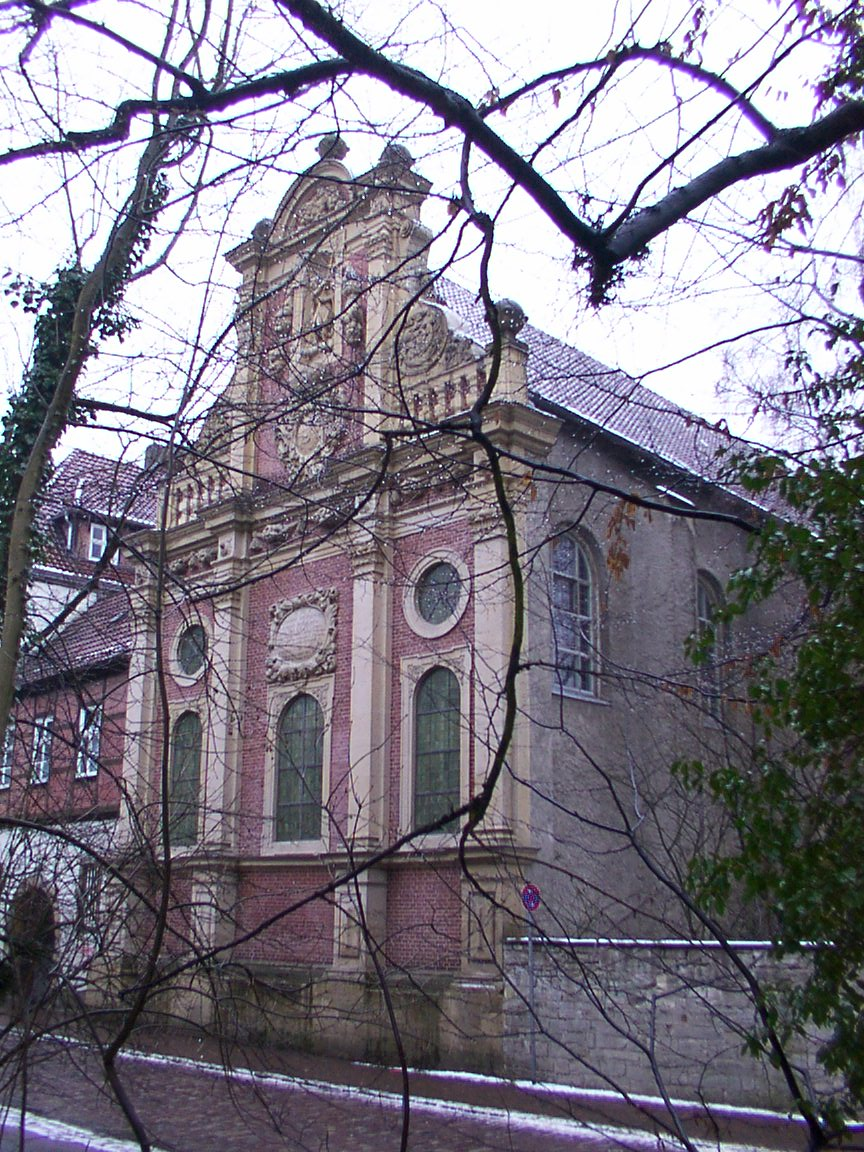
Kerk van het St.Michaëlklooster (17e-18e eeuw[8])
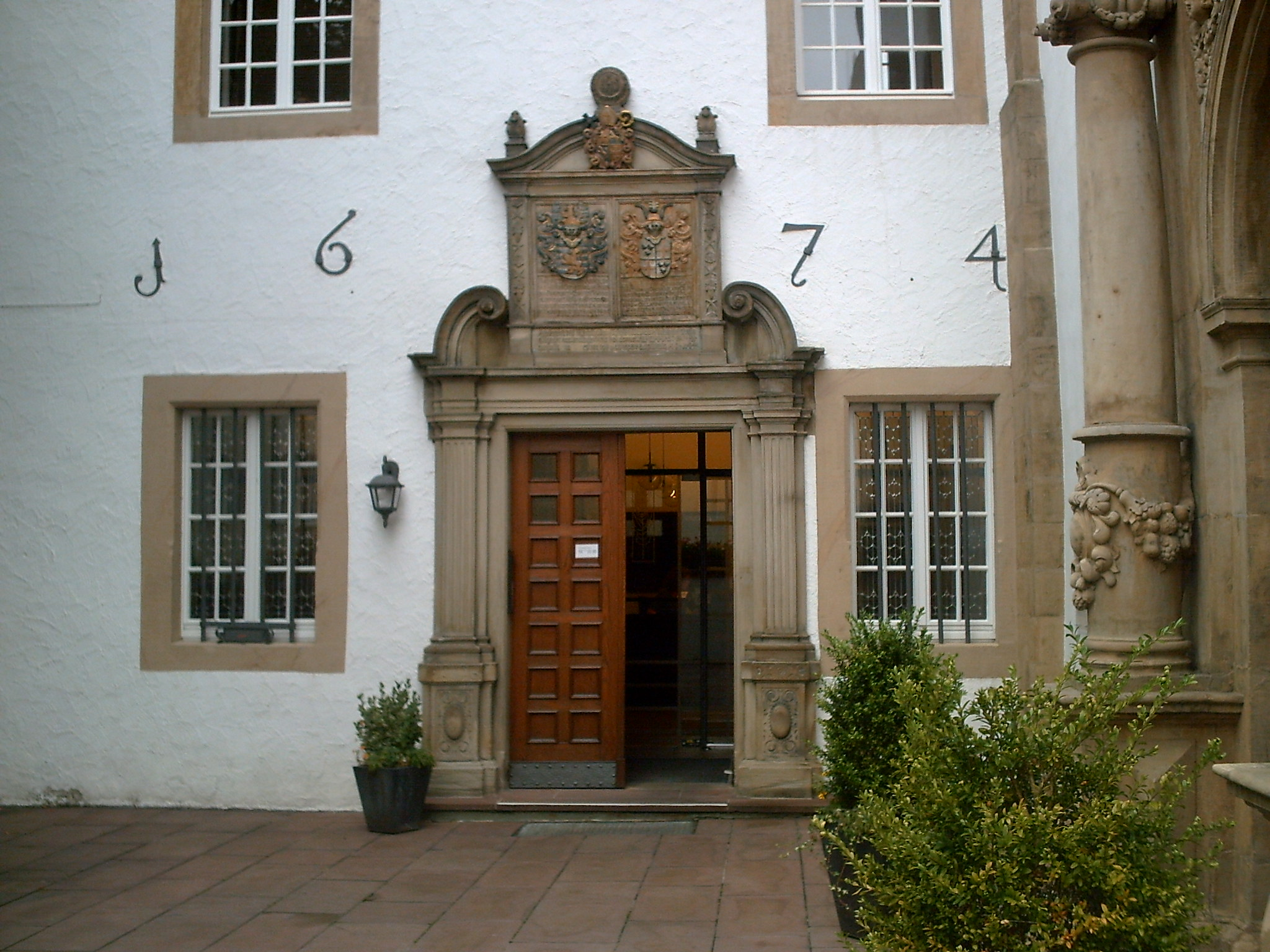
Voormalig kapucijnerklooster Liborianum
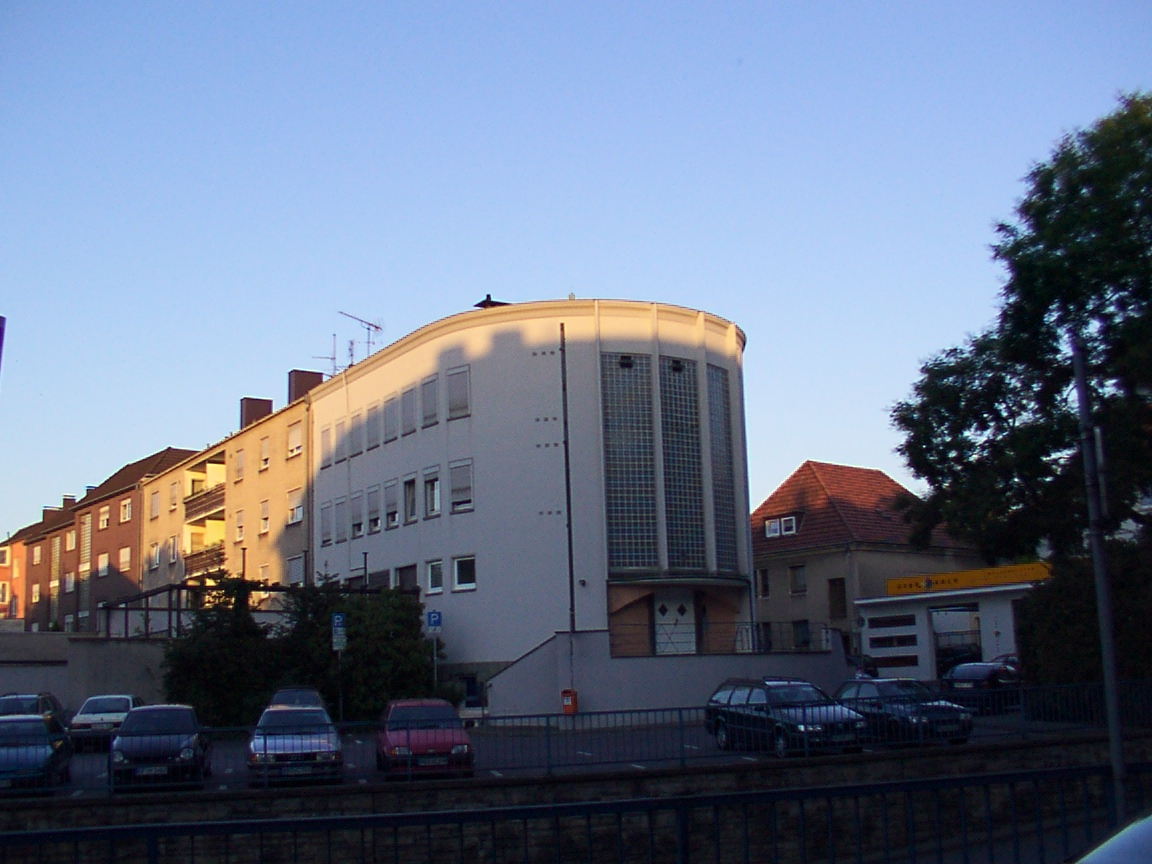
Nieuwe Synagoge
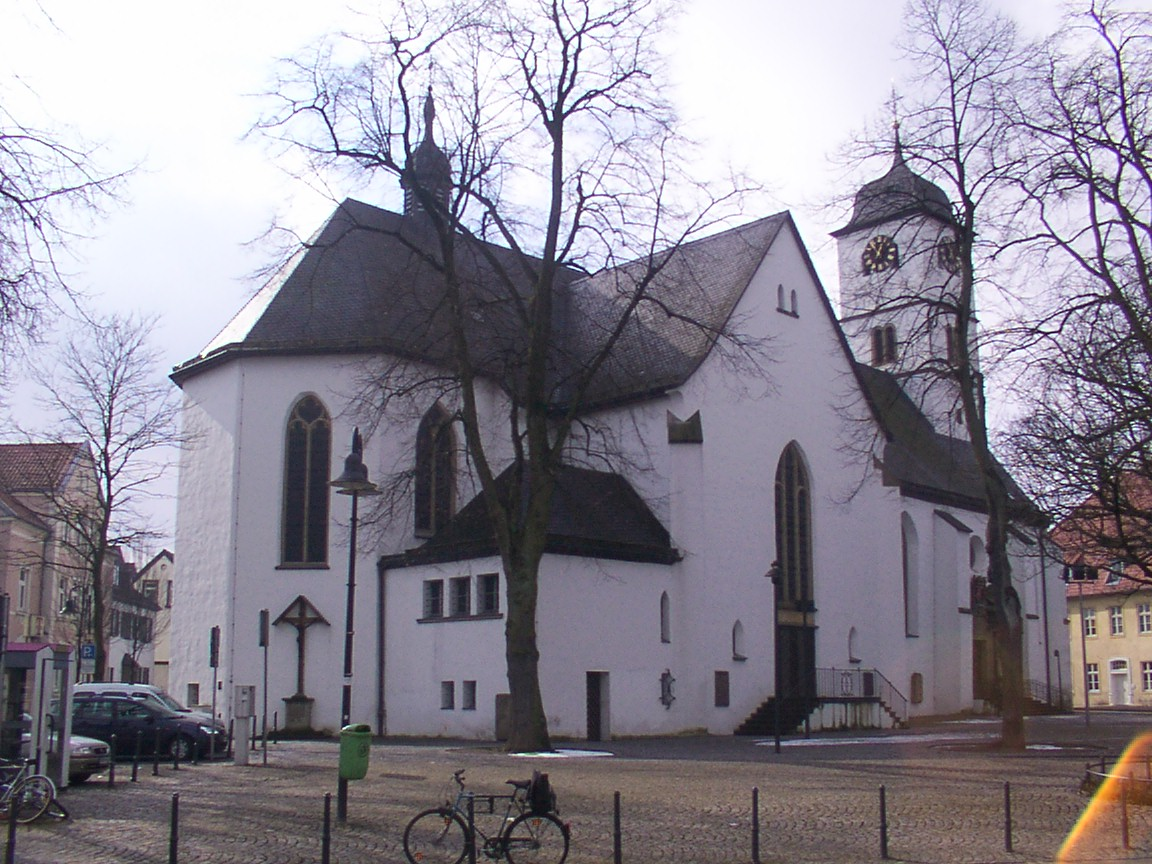
St. Hendrik- en Kunigondekerk, Schloß Neuhaus
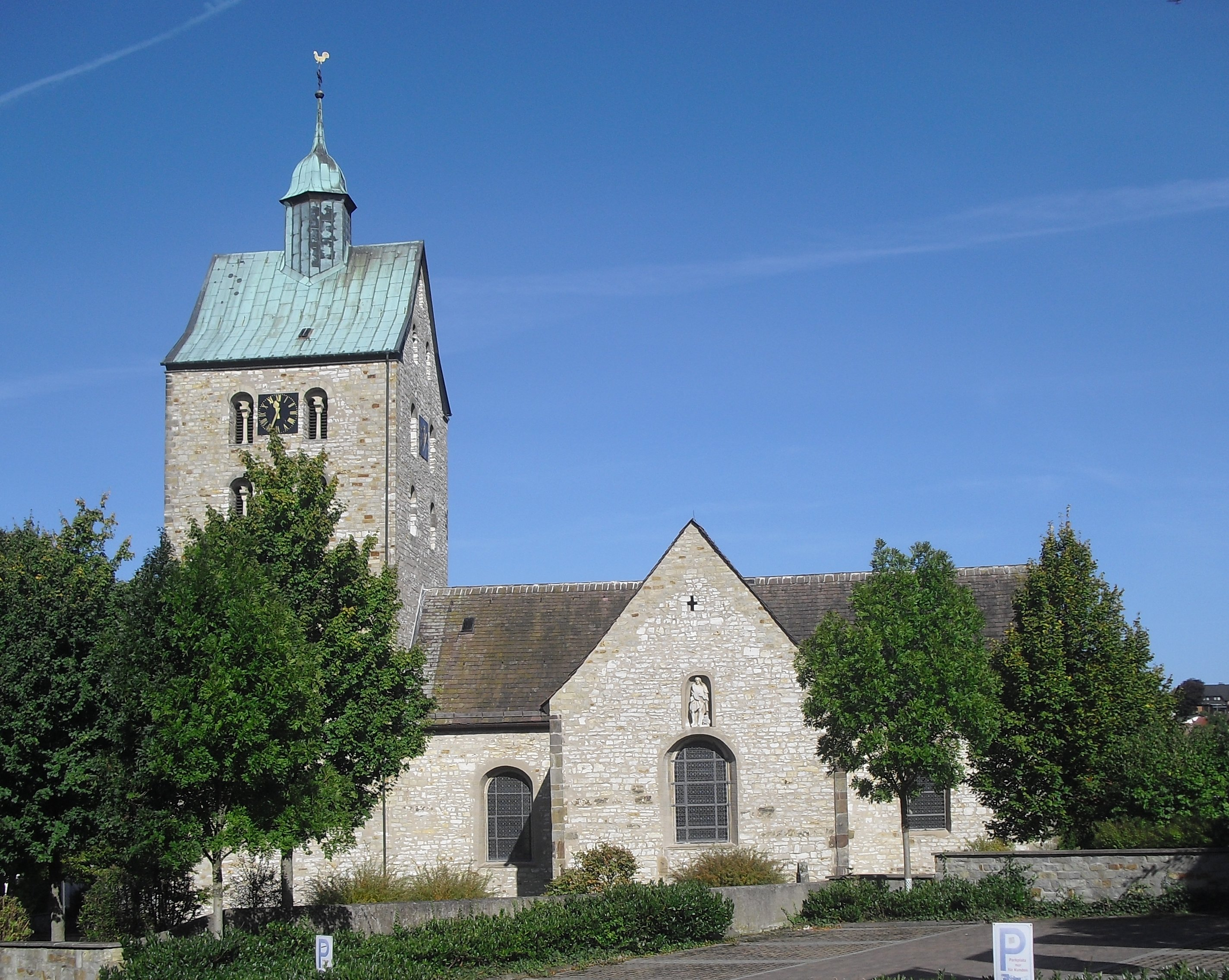
Mariakerk te Paderborn-Neuenbeken
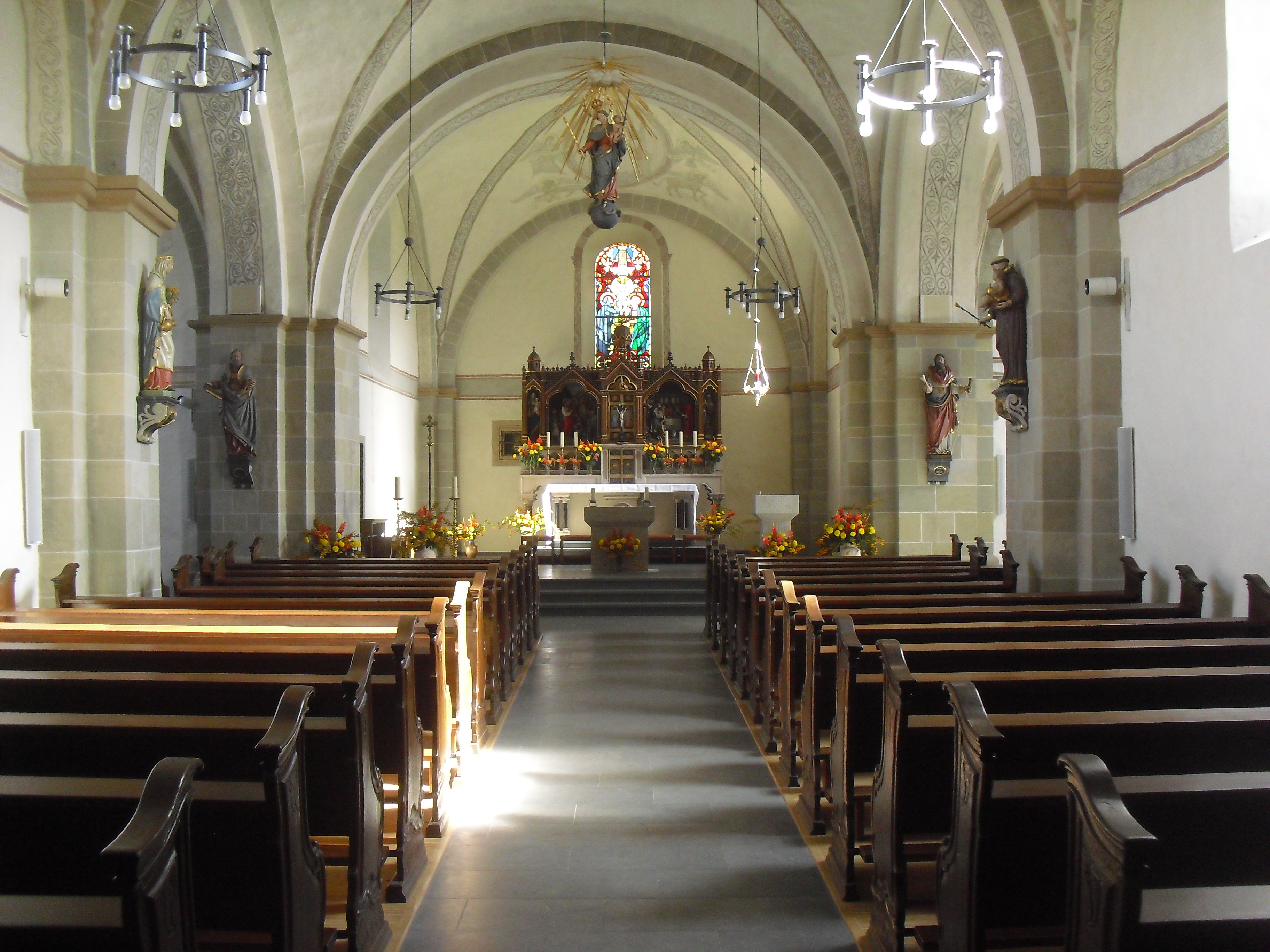
Interieur van deze kerk
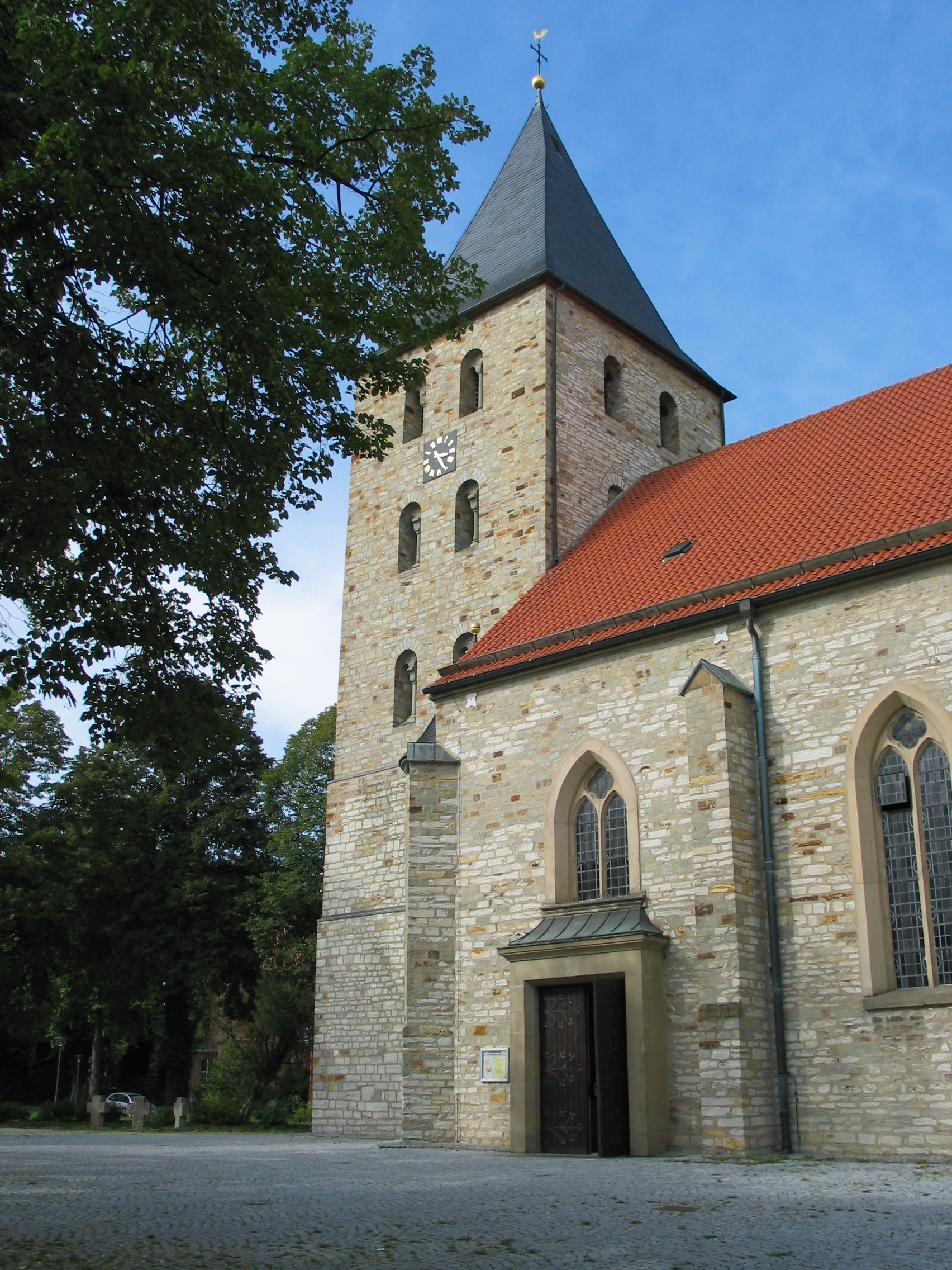
Elsen, St. Dionysius- en Urbanuskerk (1850; toren gedeeltelijk 13e-eeuws)
St.-Michaëlskerk, Sennelager
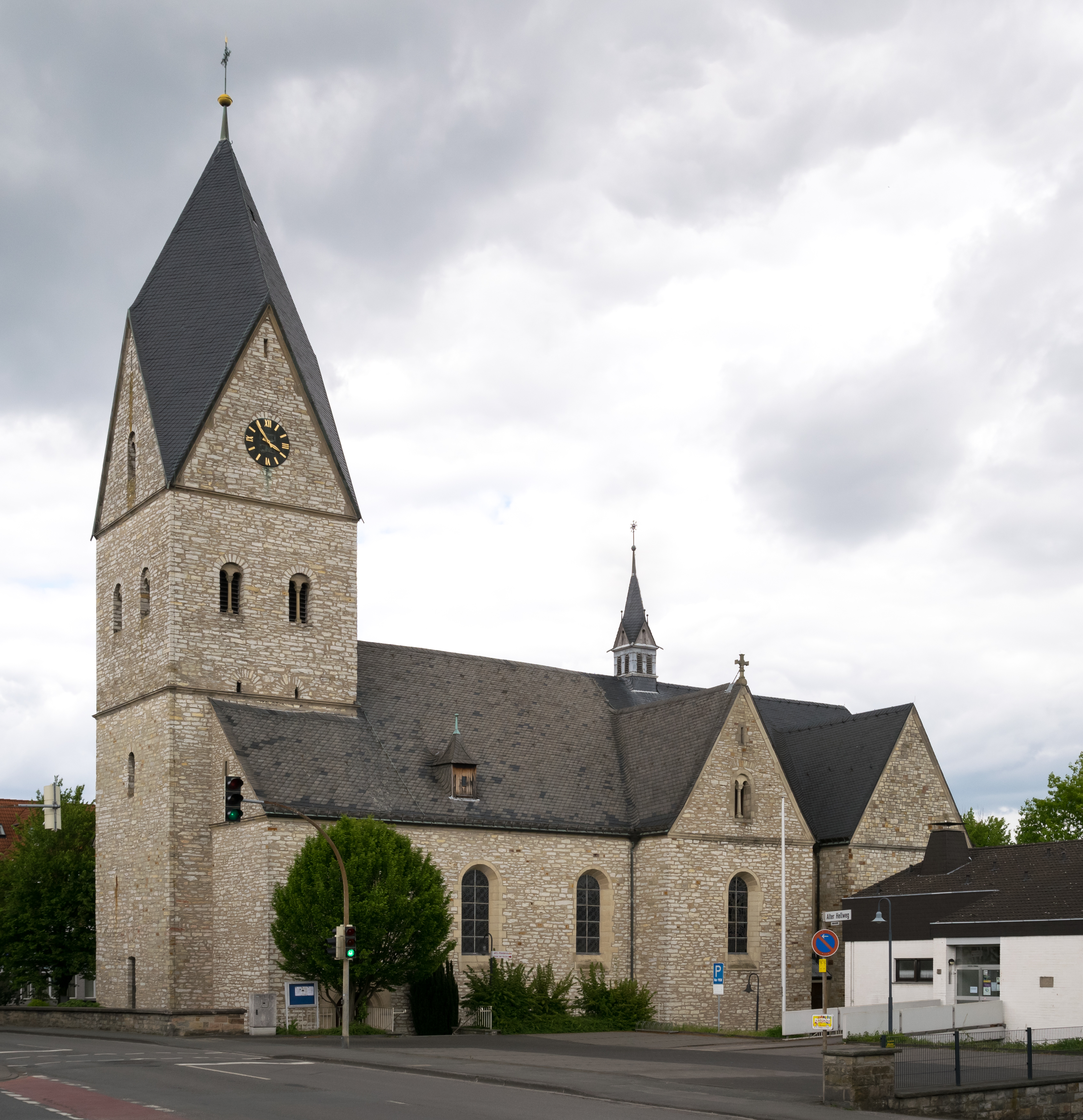
Johannes-de-Doperkerk, Wewer (1885; toren gedeeltelijk 12e- of 13e-eeuws)
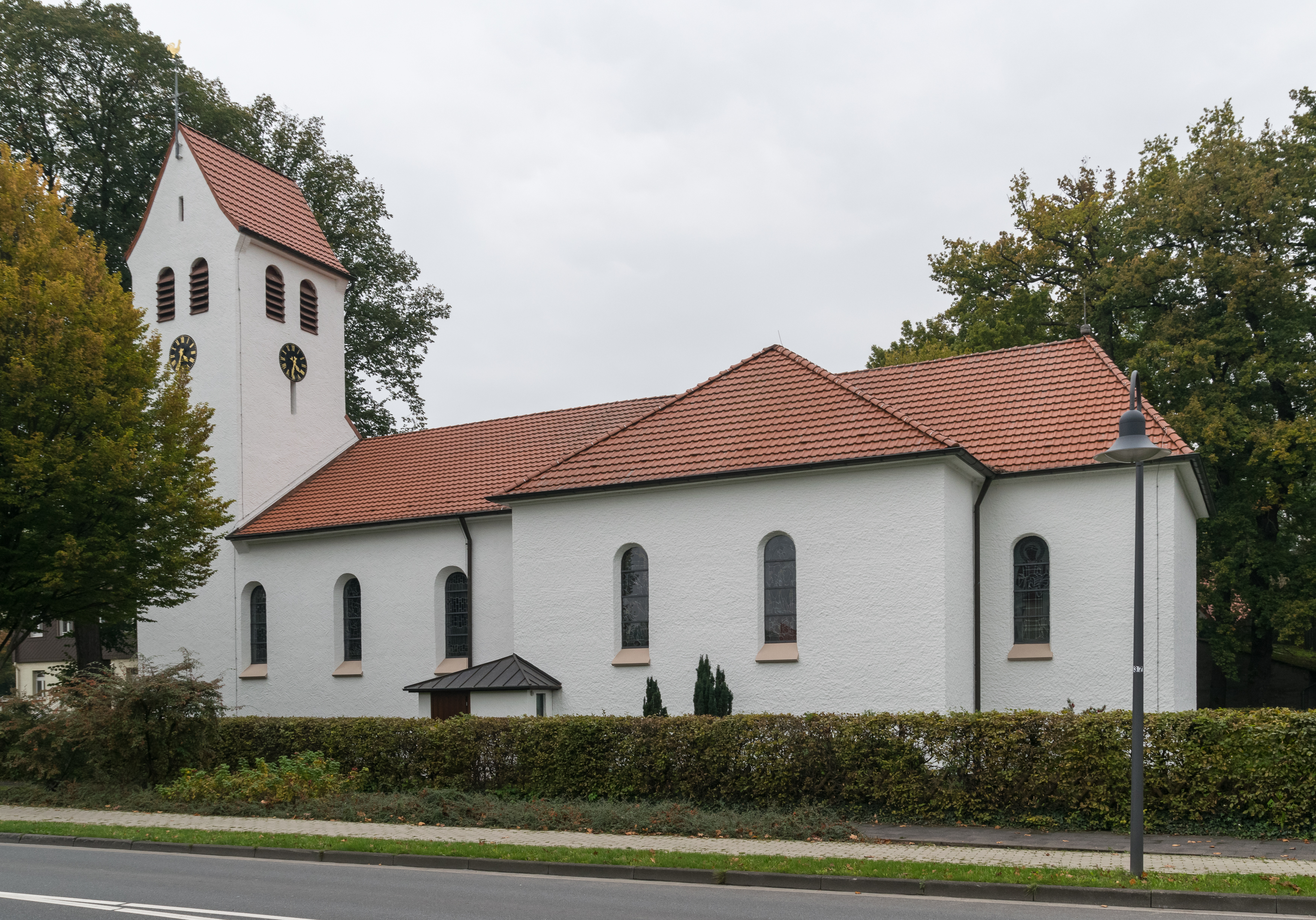
Marienloh, St. Jozefkerk (1848; 1936 gerenoveerd)
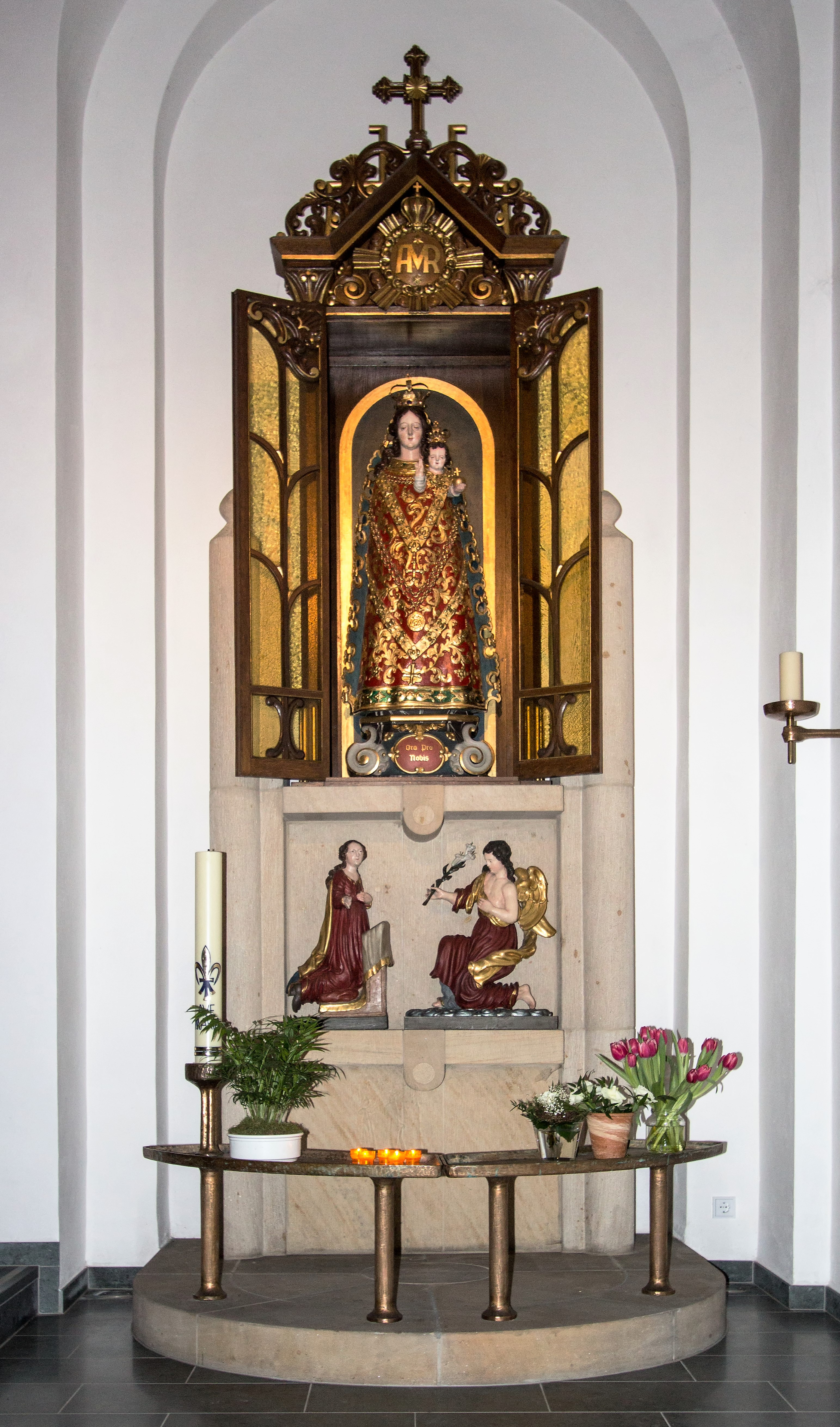
Genadebeeld Marienloh O.L.V. van Zeven Vreugden in de St. Jozefkerk
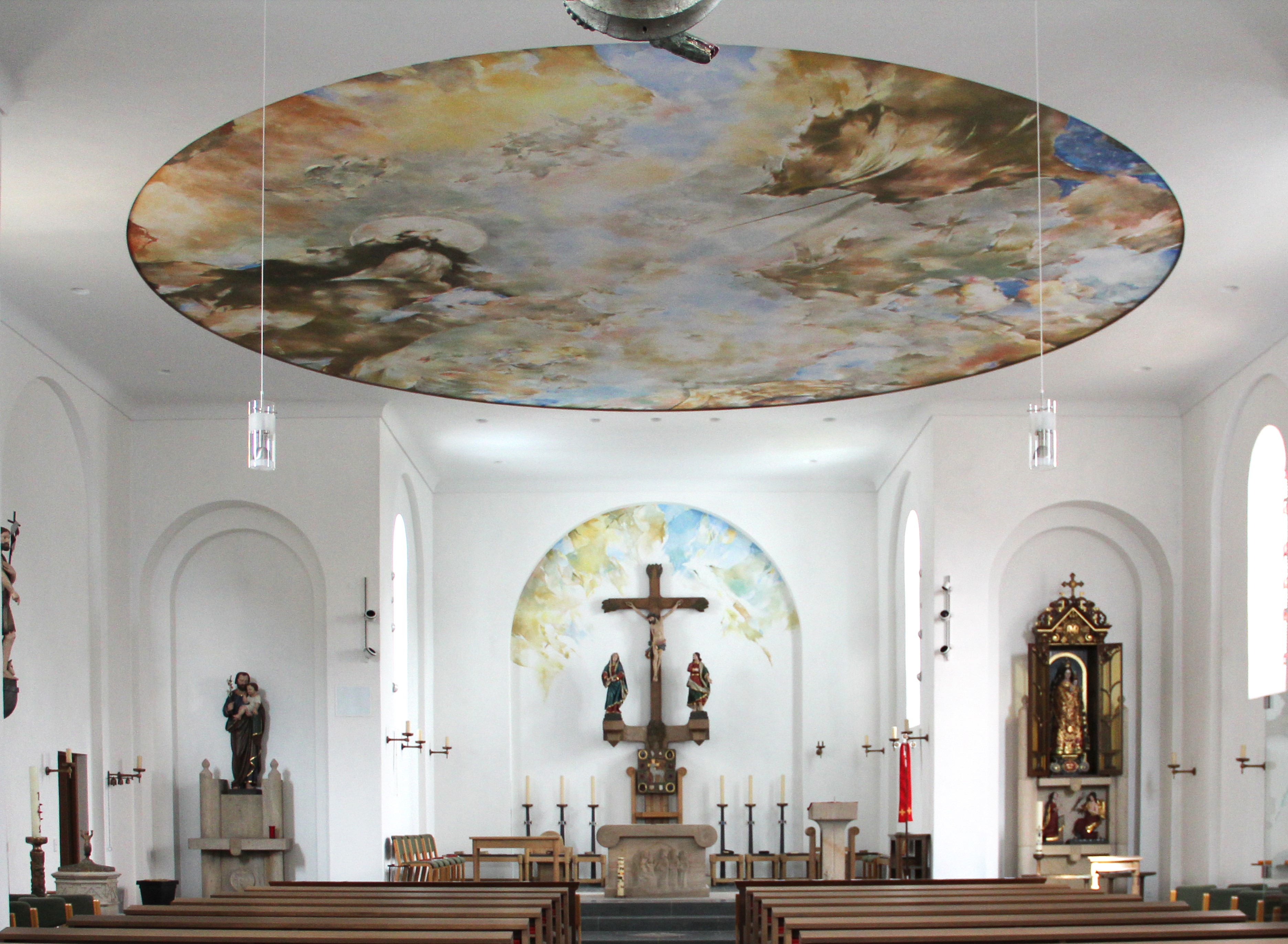
Interieur van deze kerk met plafondschildering
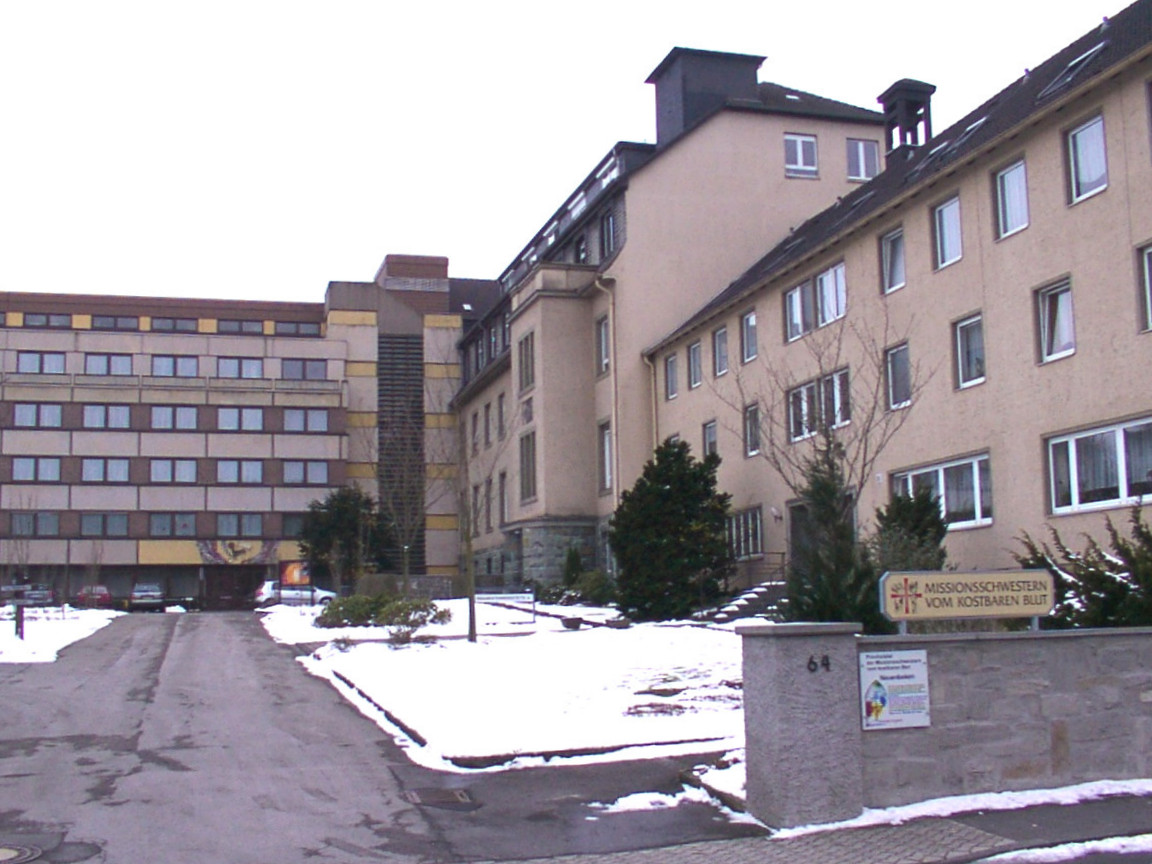
Klooster Missiezusters v.h. Kostbaar Bloed, Neuenbeken

### Overige

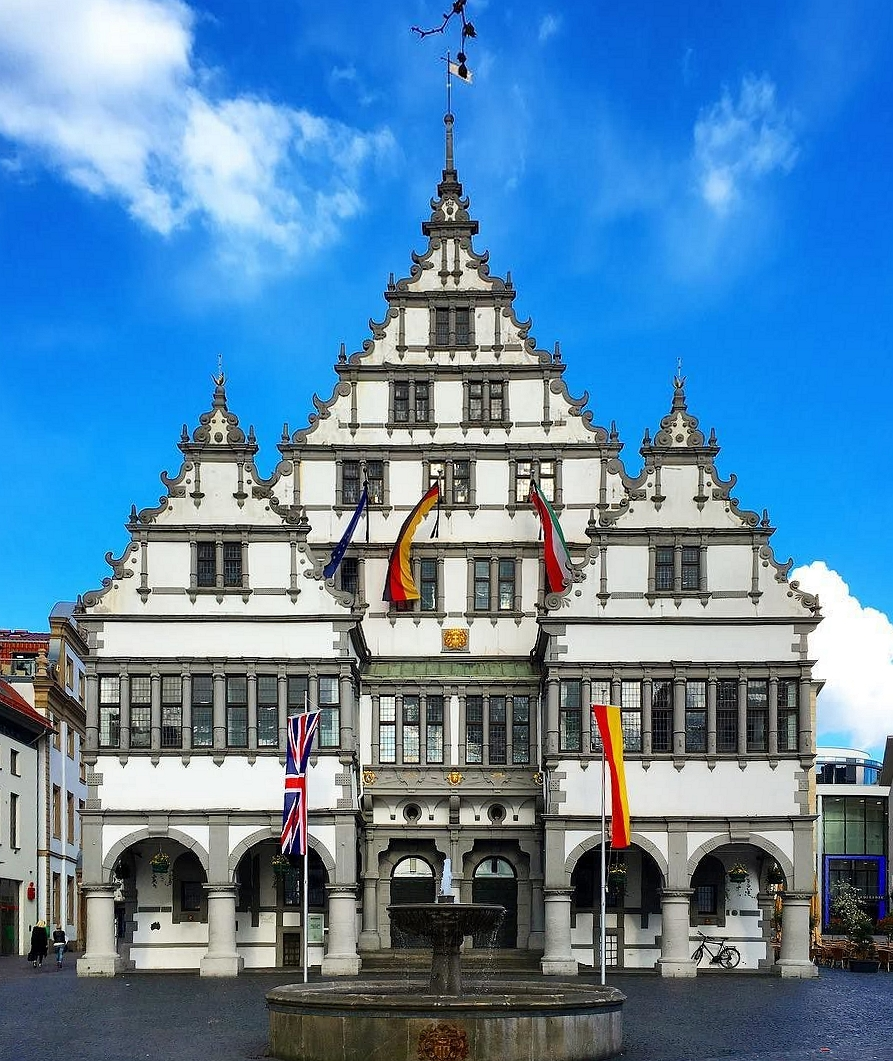
Raadhuis
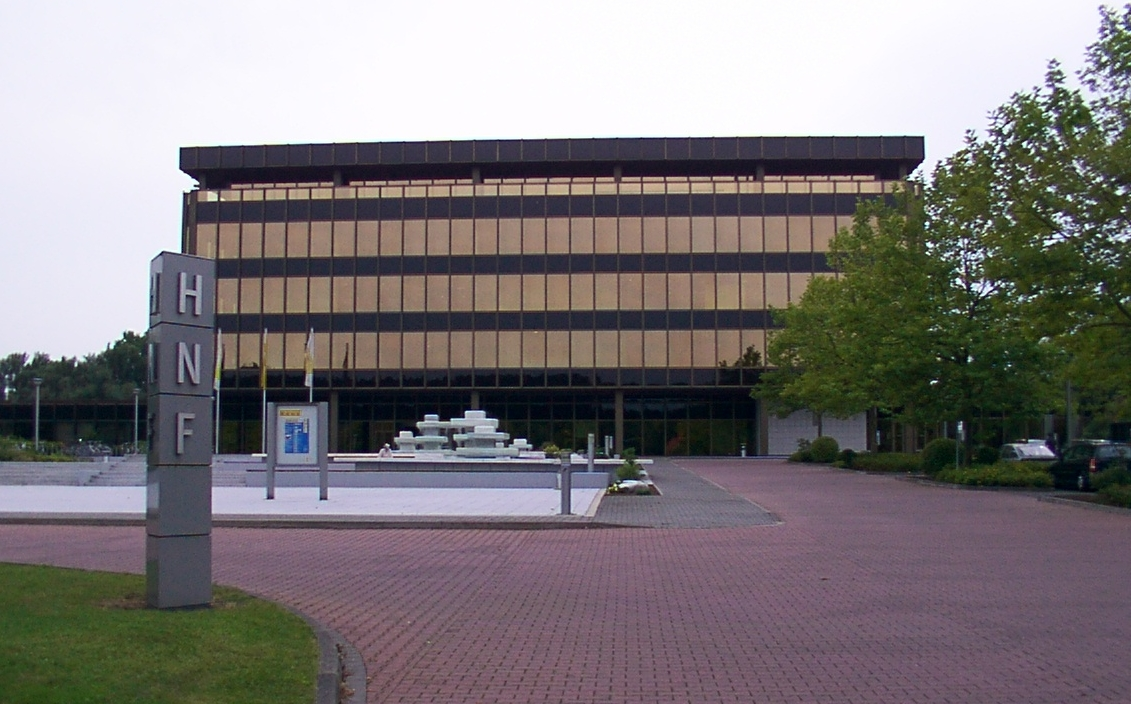
Heinz Nixdorf MuseumsForum
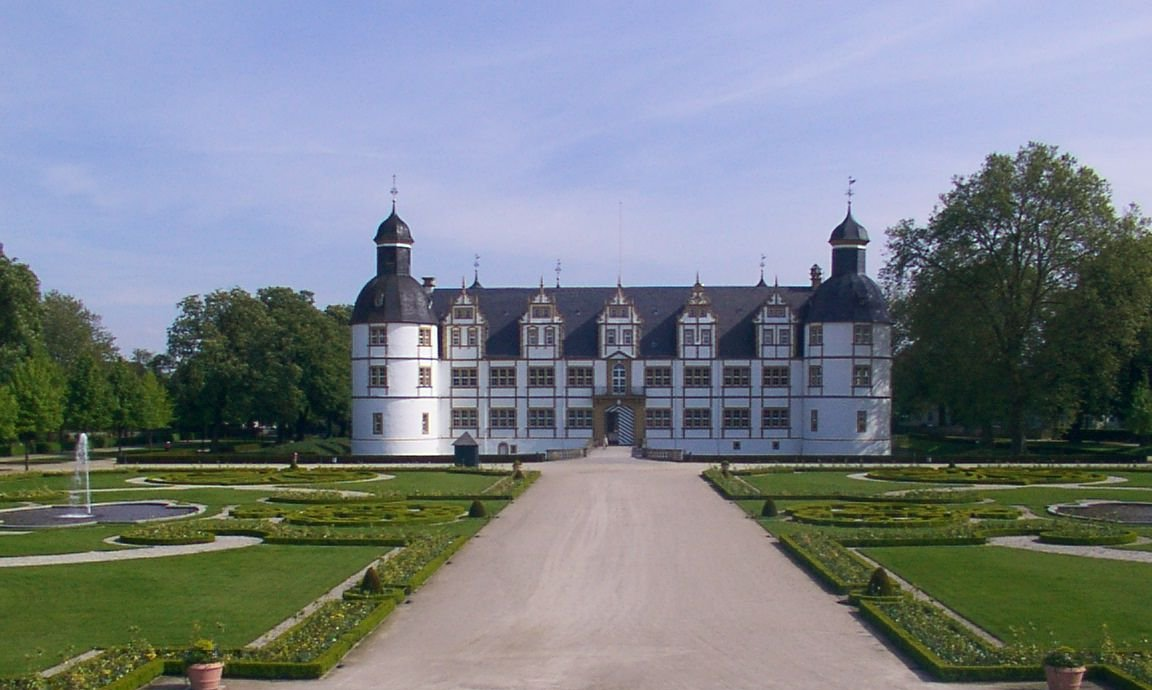
Kasteel Schloss Neuhaus
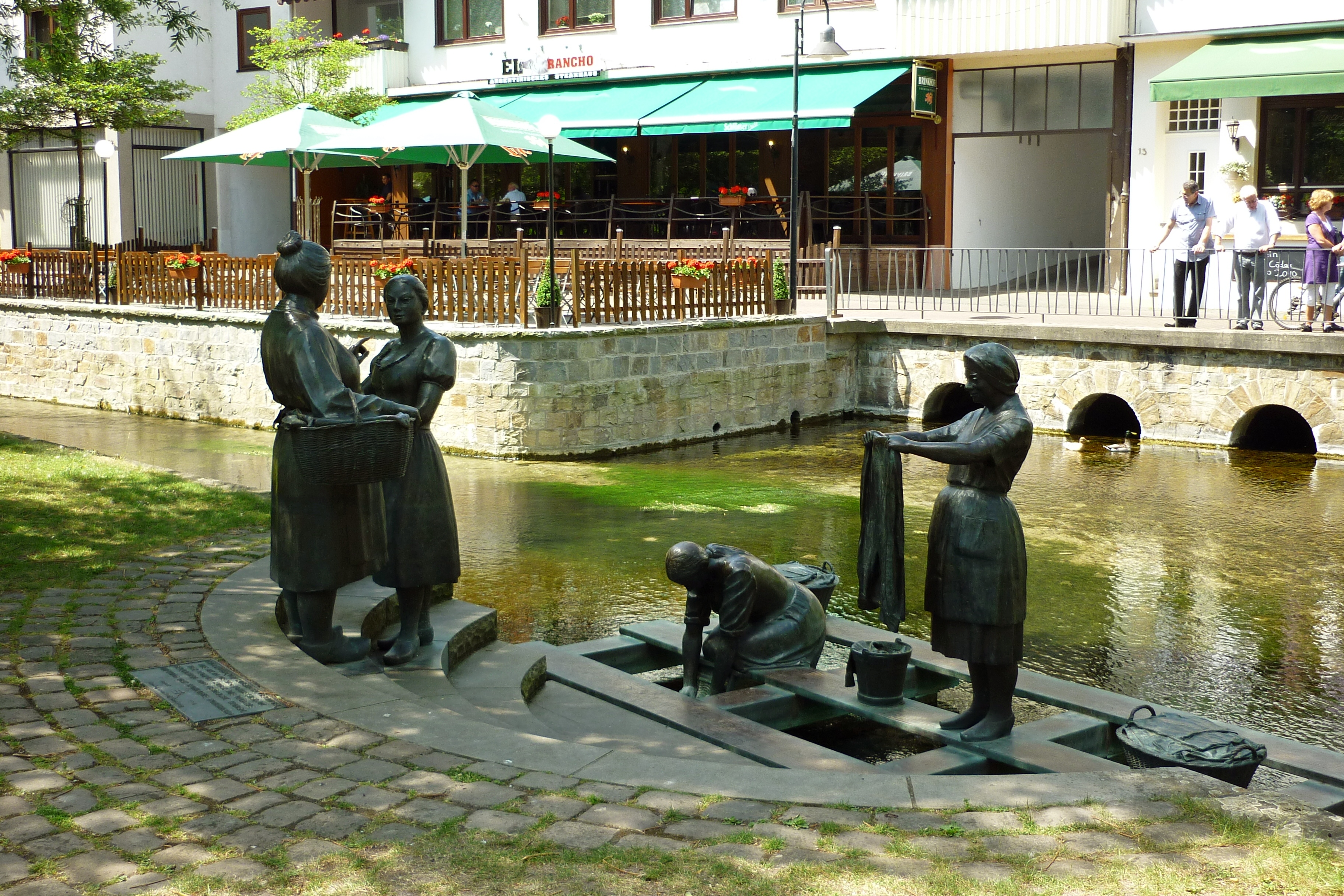
Wasvrouwen, sculptuur aan de Warme Pader
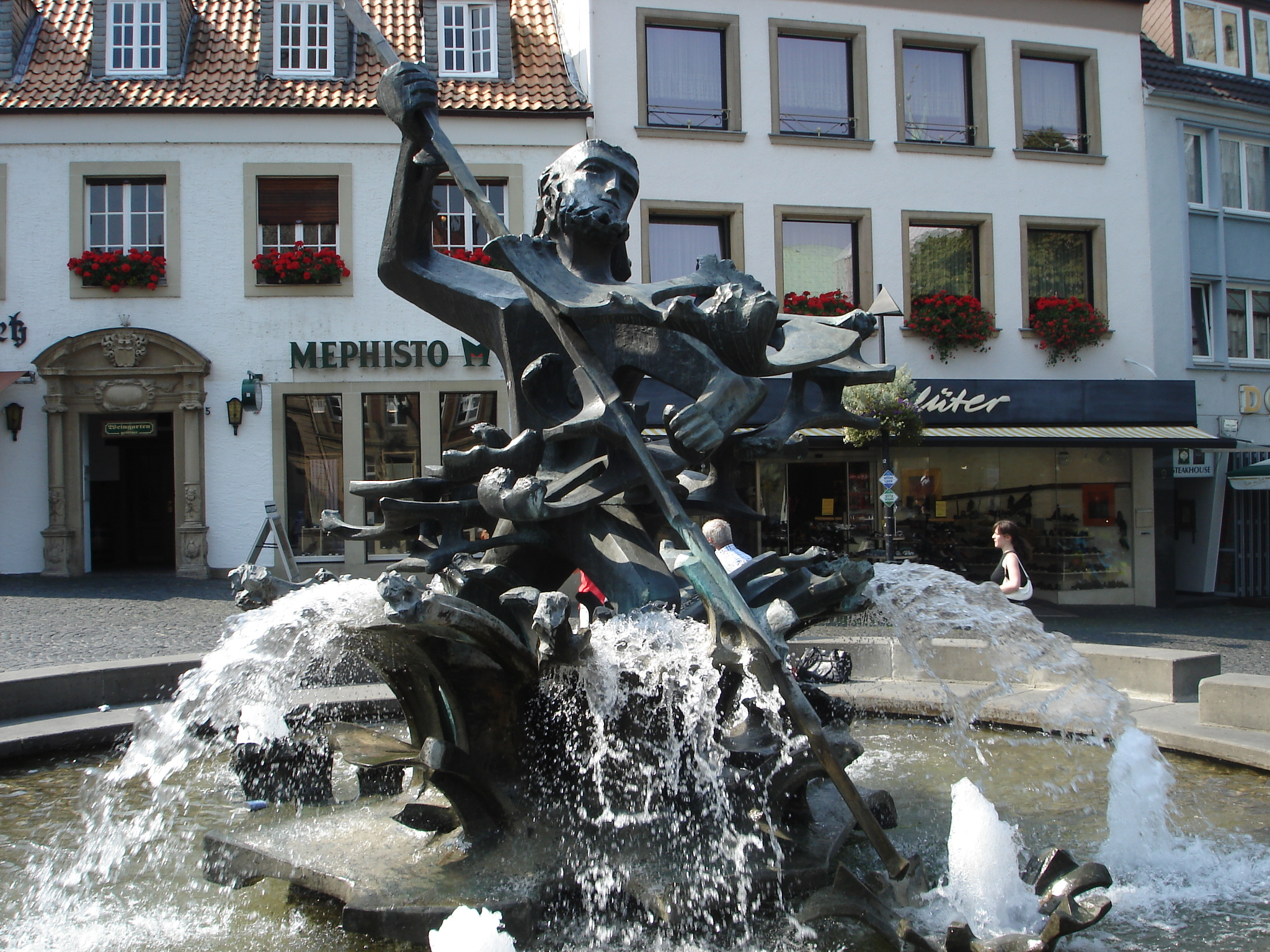
Neptunbrunnen
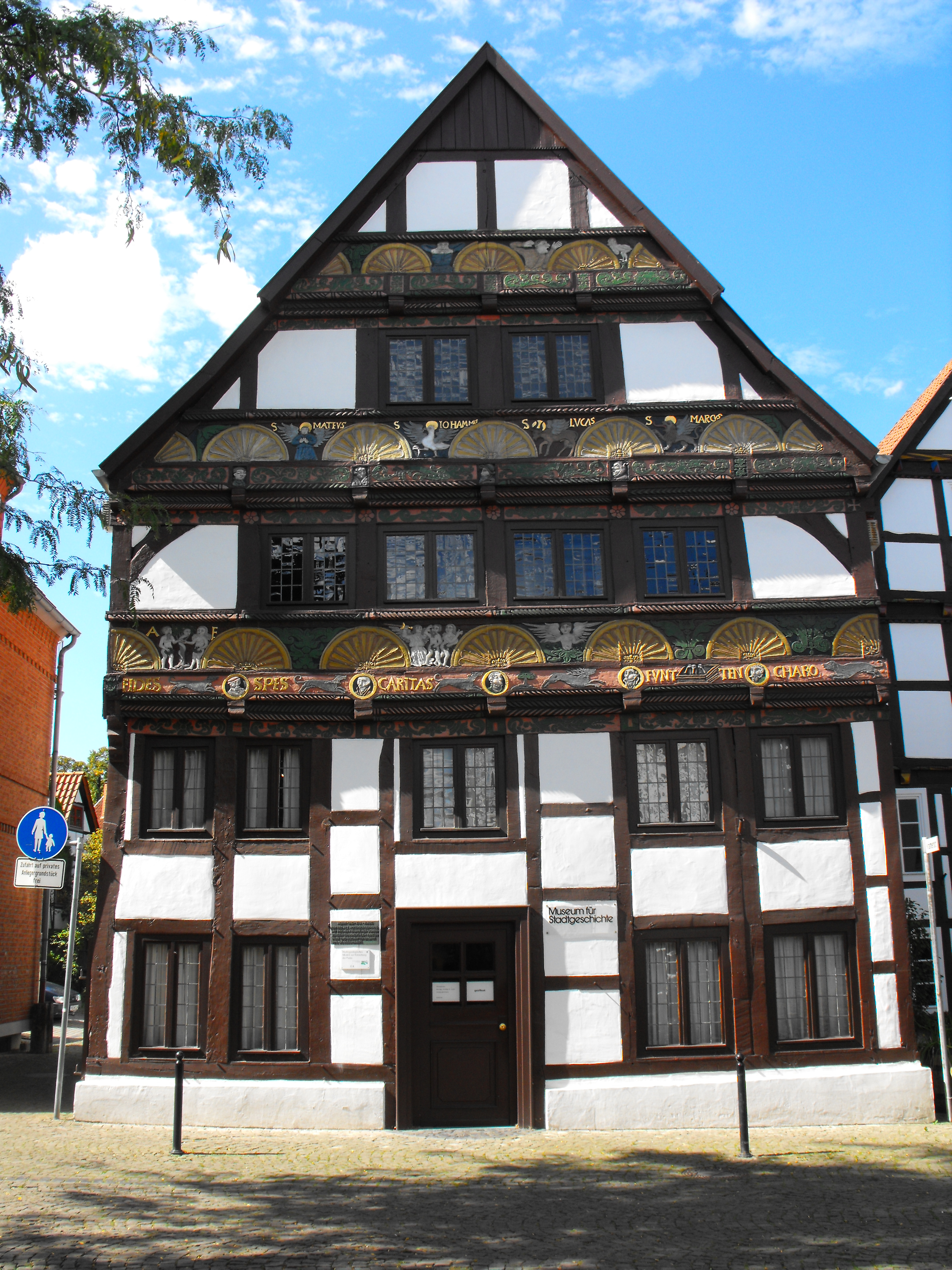
Het Adam-en-Eva-Huis (1560)
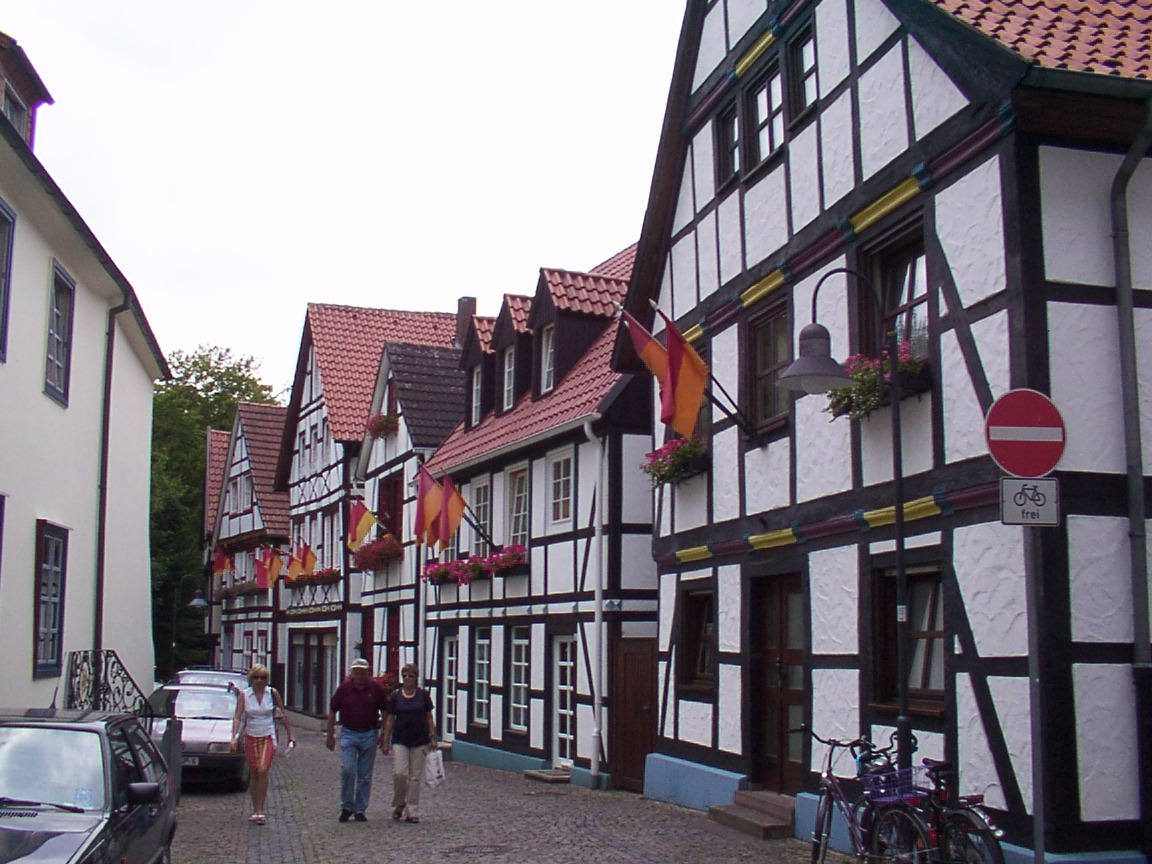
Vakwerkhuizen, Auf den Dielen
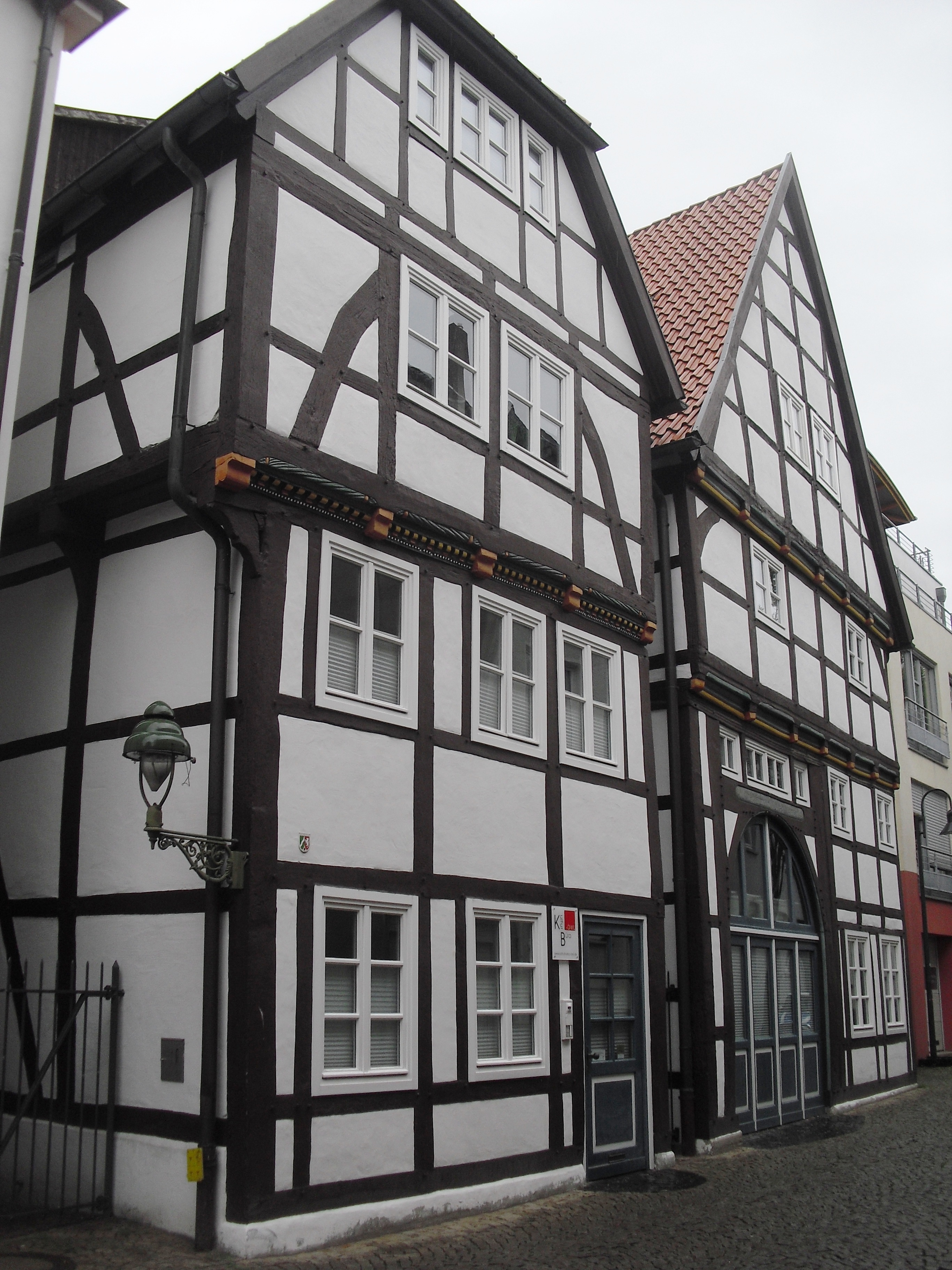
Vakwerkhuis Krämerstraße
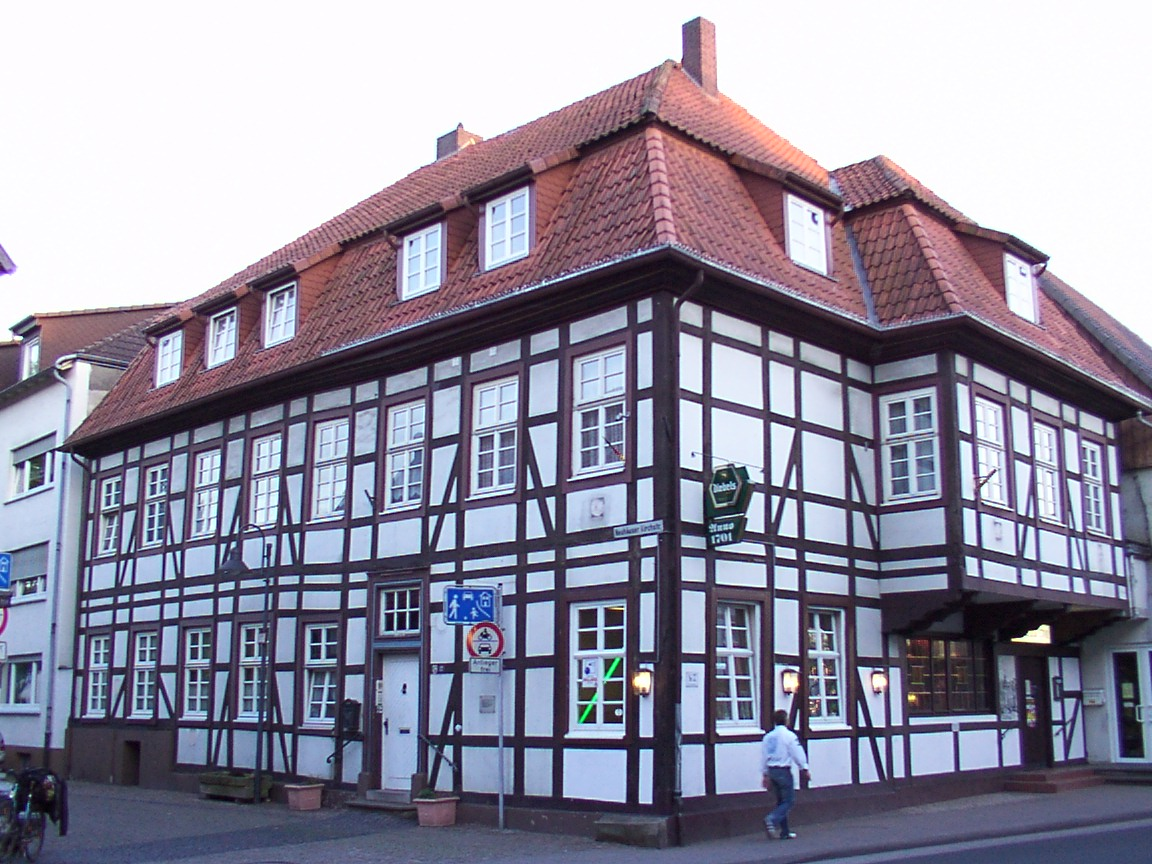
Herenhuis (1701) aan de Residenzstraße te Schloß Neuhaus
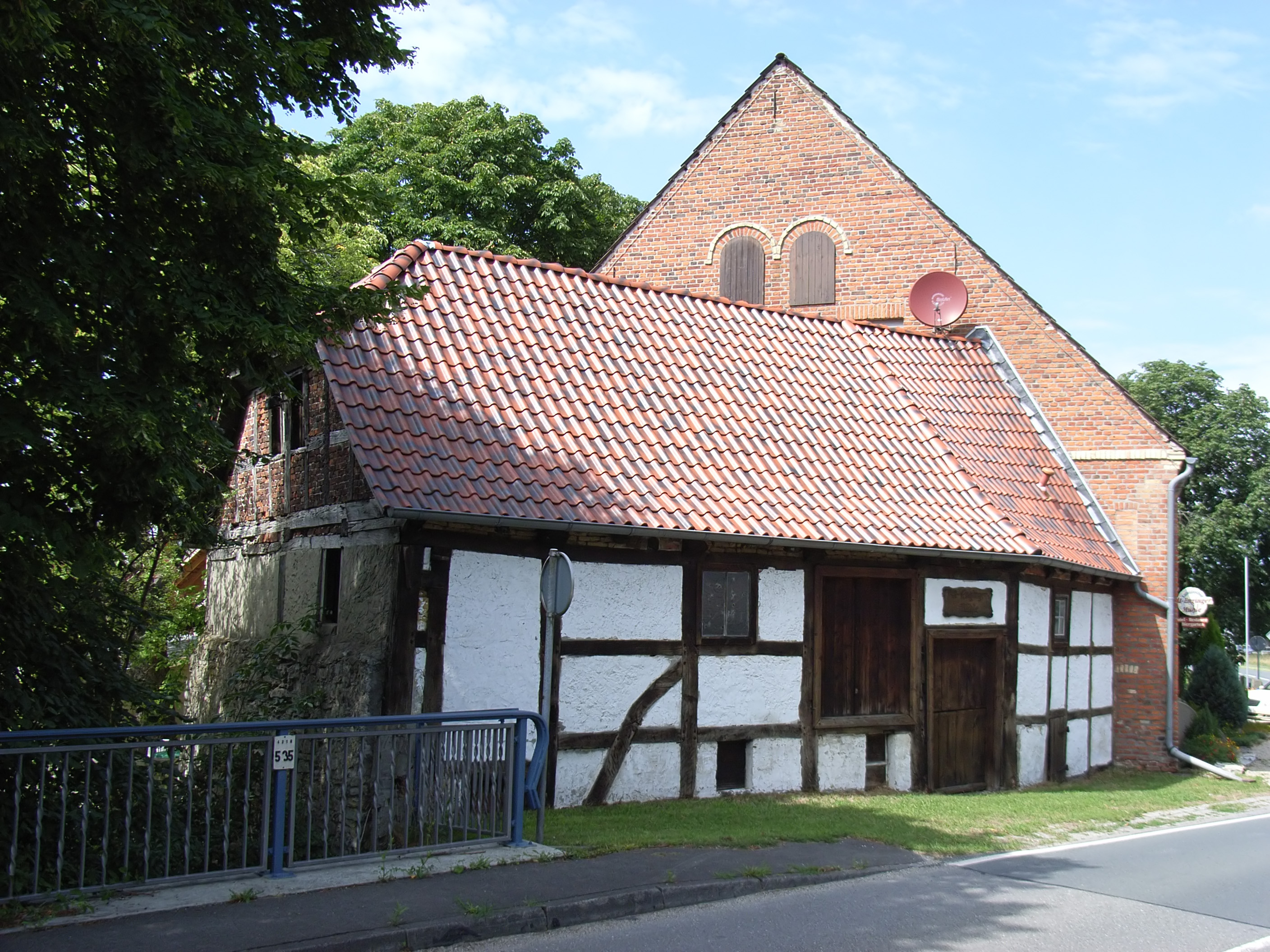
Elsen, Alt-Enginger watermolen (1058?)
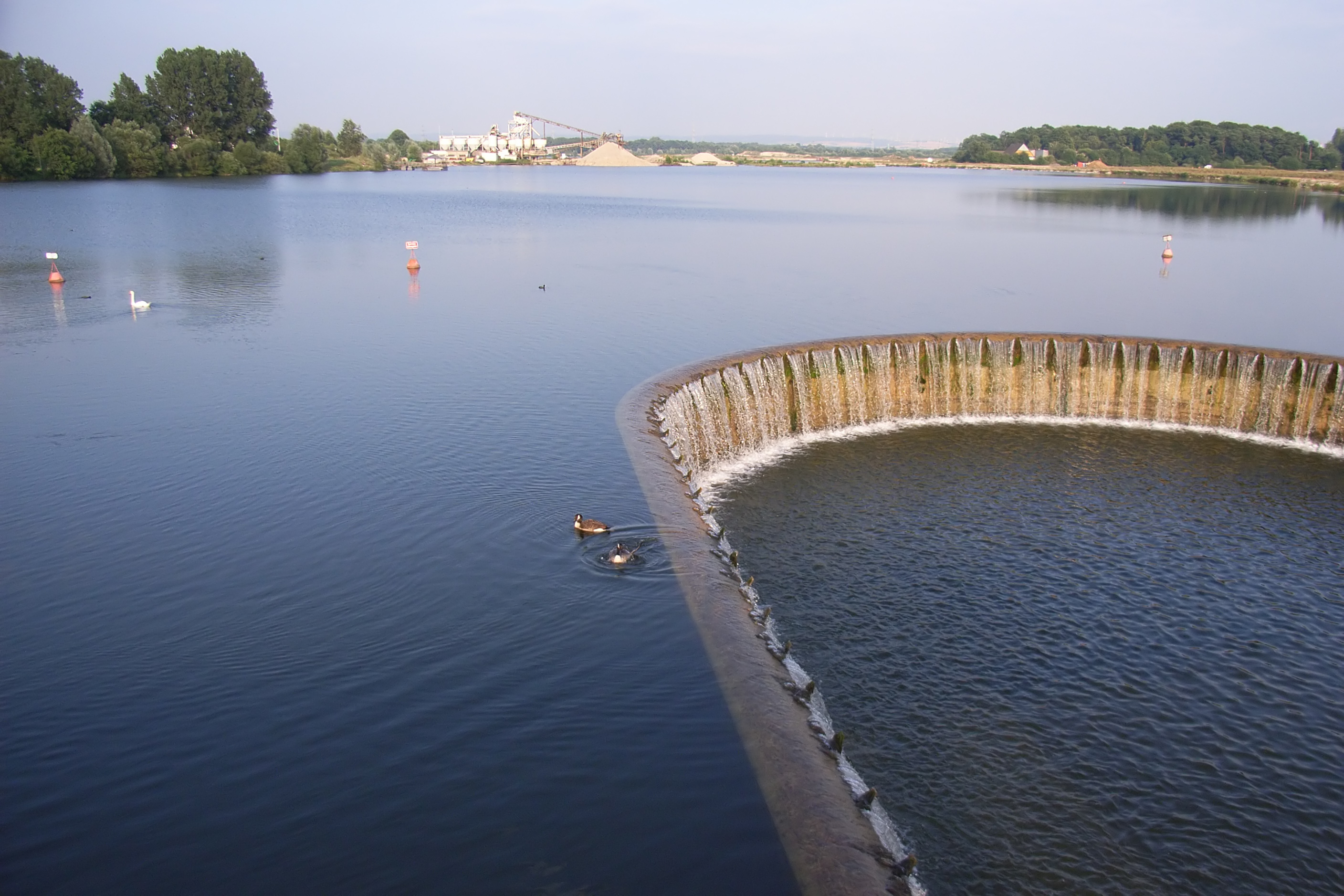
Lippesee
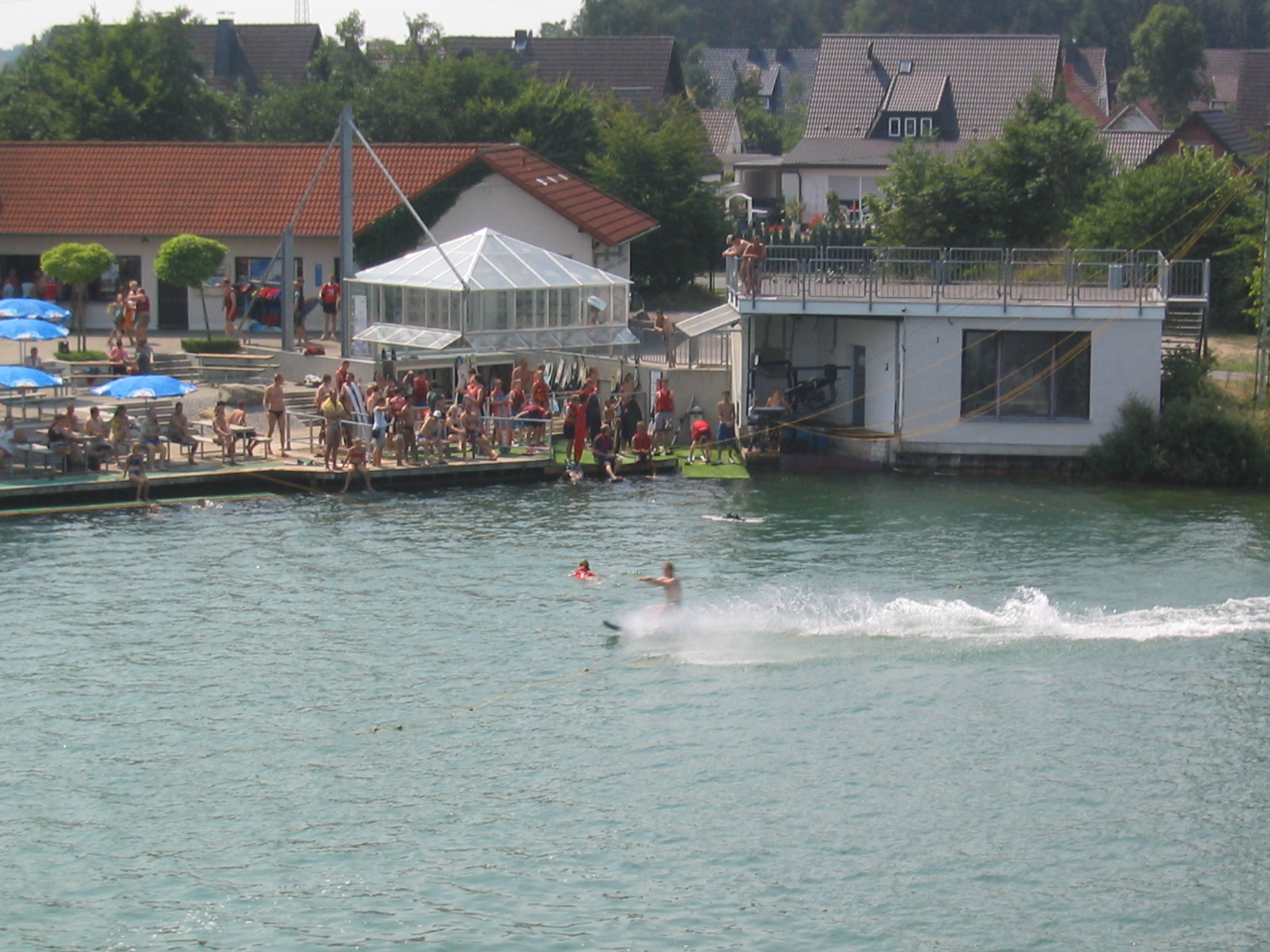
Nesthauser See
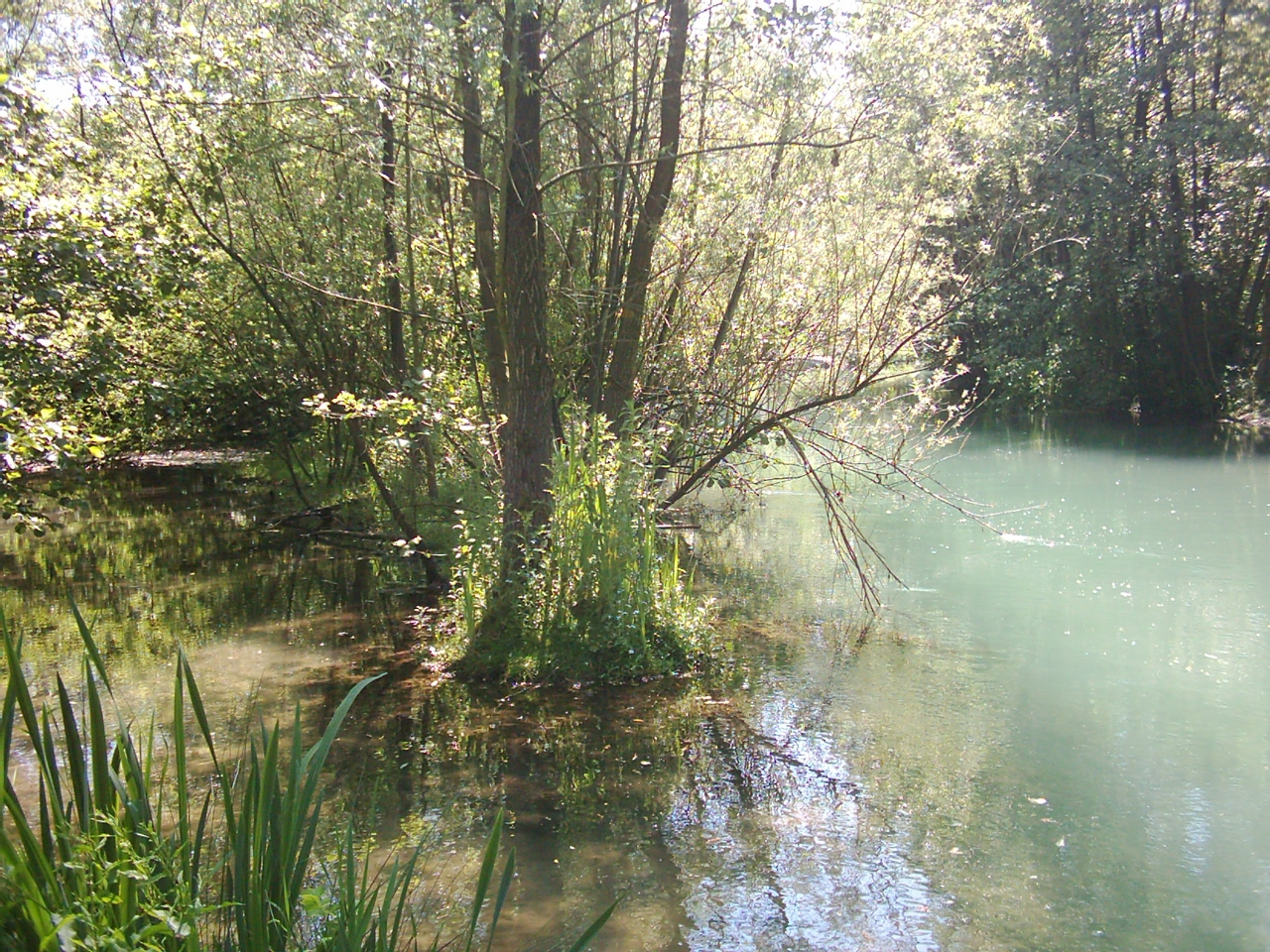
Ooibos bij de Pader
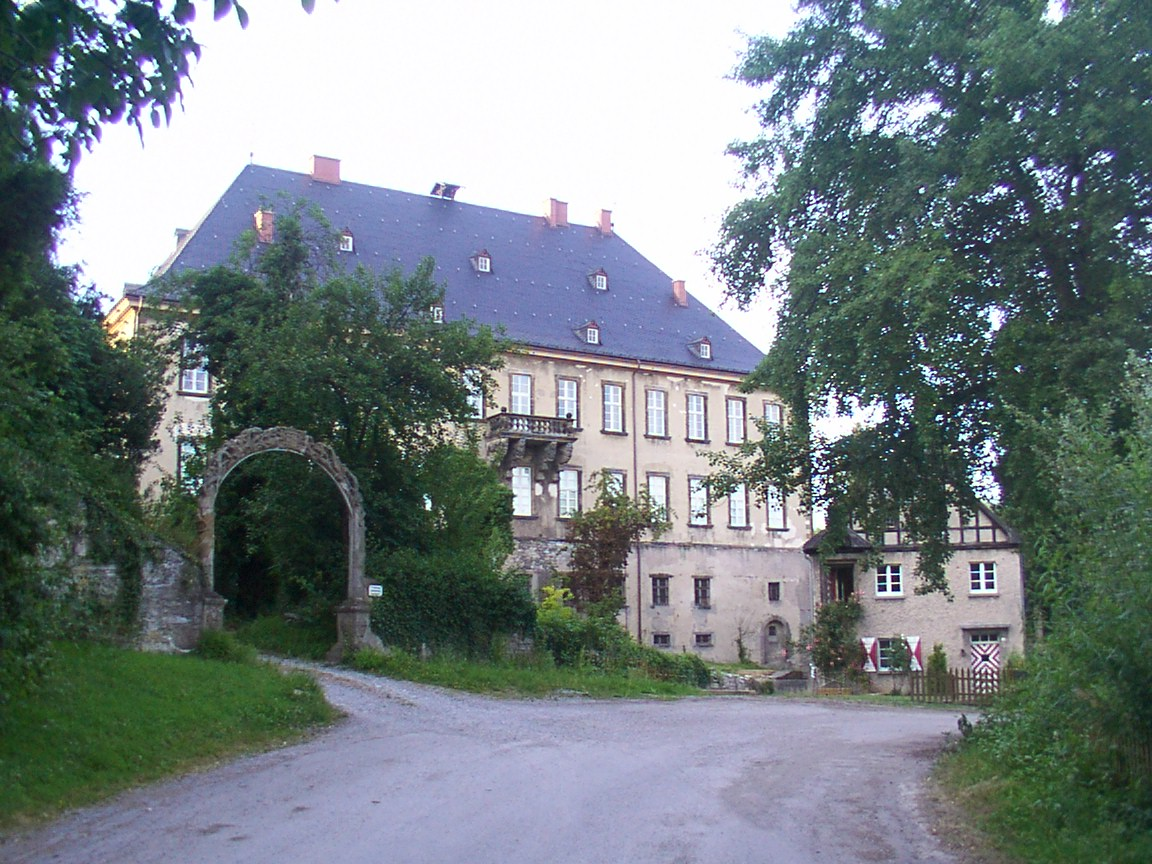
Kasteel Wewer (1686; gebouwen en omliggend park zijn niet voor bezichtiging opengesteld)

## Trivia
Een aan Bésigue verwant kaartspel, zes-en-zestig, dat in Duitsland, maar ook wel in Frankrijk en Groot-Brittannië gespeeld wordt, heeft volgens velen zijn oorsprong in Paderborn. De oudste vermelding hieromtrent dateert van 1652. Het kaartspel wordt, mede daarom, in het Duits ook wel Paderbörnern genoemd.